# 15. Juli
Der 15. Juli ist der 196. Tag des gregorianischen Kalenders (der 197. in Schaltjahren), somit bleiben noch 169 Tage bis zum Jahresende.

## Ereignisse

### Politik und Weltgeschehen

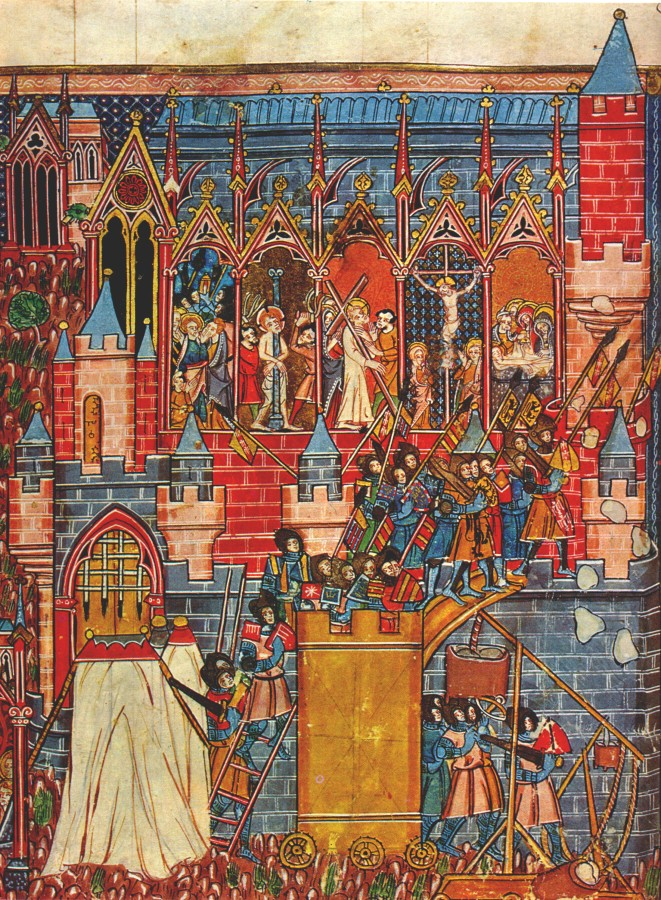
1099: Eroberung Jerusalems

- 1099: Das Kreuzfahrerheer des Ersten Kreuzzugs erobert nach einmonatiger Belagerung Jerusalem und tötet beinahe die gesamte Bevölkerung der Stadt.
- 1240: Die von Alexander Newski angeführten Russen besiegen in der Schlacht an der Newa eine schwedische Armee unter Birger Jarl.

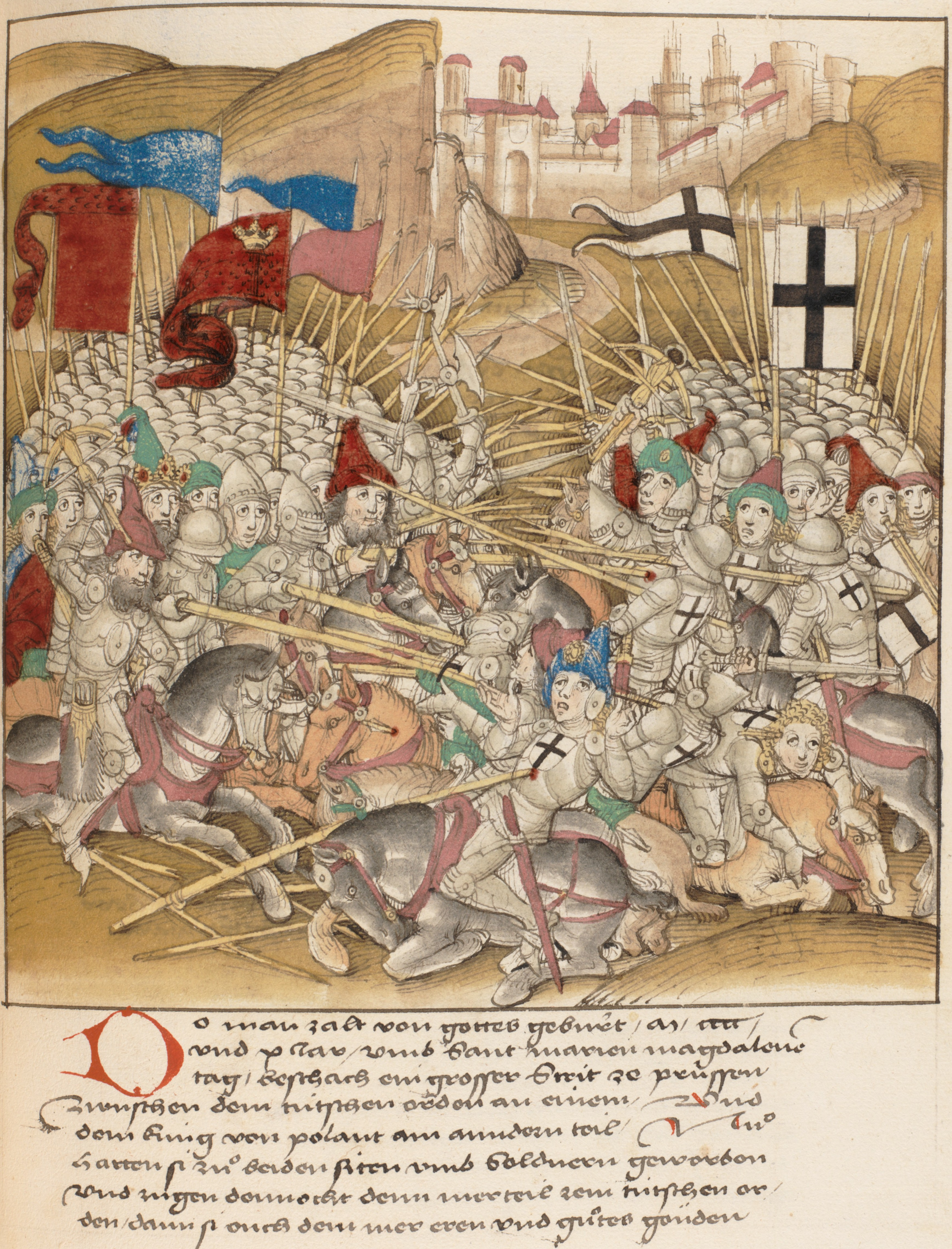
1410: Schlacht bei Tannenberg

- 1410: Die Niederlage des Heeres des Deutschen Ordens unter Hochmeister Ulrich von Jungingen gegen das polnisch-litauische Heer unter König Władysław II. Jagiełłos in der Schlacht bei Tannenberg in Masuren stellt das vorläufige Ende der Ostexpansion des Deutschen Ordens dar.
- 1435: Dänemark gewährt der deutschen Hanse im Frieden von Vordingborg das Recht auf freien Handel und beendet damit einen neun Jahre alten Konflikt.
- 1683: Die Zweite Wiener Türkenbelagerung beginnt, nachdem der Stadtkommandant Graf Ernst Rüdiger von Starhemberg die Kapitulation der Stadt abgelehnt hat.
- 1761: Mit einem Angriff der Franzosen unter Charles de Rohan, prince de Soubise und Victor-François de Broglie auf preußische Truppen unter dem Befehl von Ferdinand von Braunschweig beginnt die zweitägige Schlacht bei Vellinghausen im Siebenjährigen Krieg.
- 1806: Unter der Leitung Zebulon Pikes beginnt die Pike-Expedition zur Erforschung der im Louisiana Purchase durch die USA erworbenen Gebiete.
- 1840: Österreich, Großbritannien, Preußen und Russland unterzeichnen den Londoner Vertrag über eine Befriedung der Levante. Die Quadrupelallianz stemmt sich damit gegen einen Zusammenbruch des Osmanischen Reichs durch ägyptische Separationsbestrebungen, die wiederum Frankreich unterstützt.
- 1870: Georgia wird als letzter der ehemaligen Konföderierten Staaten von Amerika wieder in die Union aufgenommen.
- 1895: Auf den früheren Premierminister Bulgariens, Stefan Stambolow, wird von politischen Gegnern ein Attentat verübt. Drei Tage später erliegt er seinen Verletzungen.
- 1913: Rumänien und das Osmanische Reich greifen auf Seiten von Serbien und Griechenland in den Zweiten Balkankrieg gegen Bulgarien ein.
- 1918: An der Westfront des Ersten Weltkriegs beginnt mit der Zweiten Schlacht an der Marne die letzte deutsche Offensive.
- 1920: Acht Monate vor der Volksabstimmung in Oberschlesien beschließt die polnische Verfassungsgebende Nationalversammlung die Einrichtung der Woiwodschaft Schlesien.
- 1922: Die Kommunistische Partei Japans wird gegründet. Sie wird sofort verboten und durch die Polizei und das Militär des kaiserlichen Japans Repressalien und Verfolgung ausgesetzt.
- 1926: Die Pariser Moschee wird vom französischen Präsidenten Gaston Doumergue eröffnet. Die erste Moschee Frankreichs ist als Zeichen des Dankes an die Muslime, die im Ersten Weltkrieg mit Frankreich gegen Deutschland gekämpft haben, erbaut worden.
- 1927: Nach einem Skandalurteil wird der Wiener Justizpalast gestürmt und in Brand gesteckt.
- 1927: Die chinesische Kuomintang kündigt das bestehende Bündnis mit den Kommunisten formell auf. Damit kommt es zwischen beiden Gruppierungen zu einem Bürgerkrieg um die Macht in der Republik China, den die Truppen Chiang Kai-sheks anfangs bestimmen.

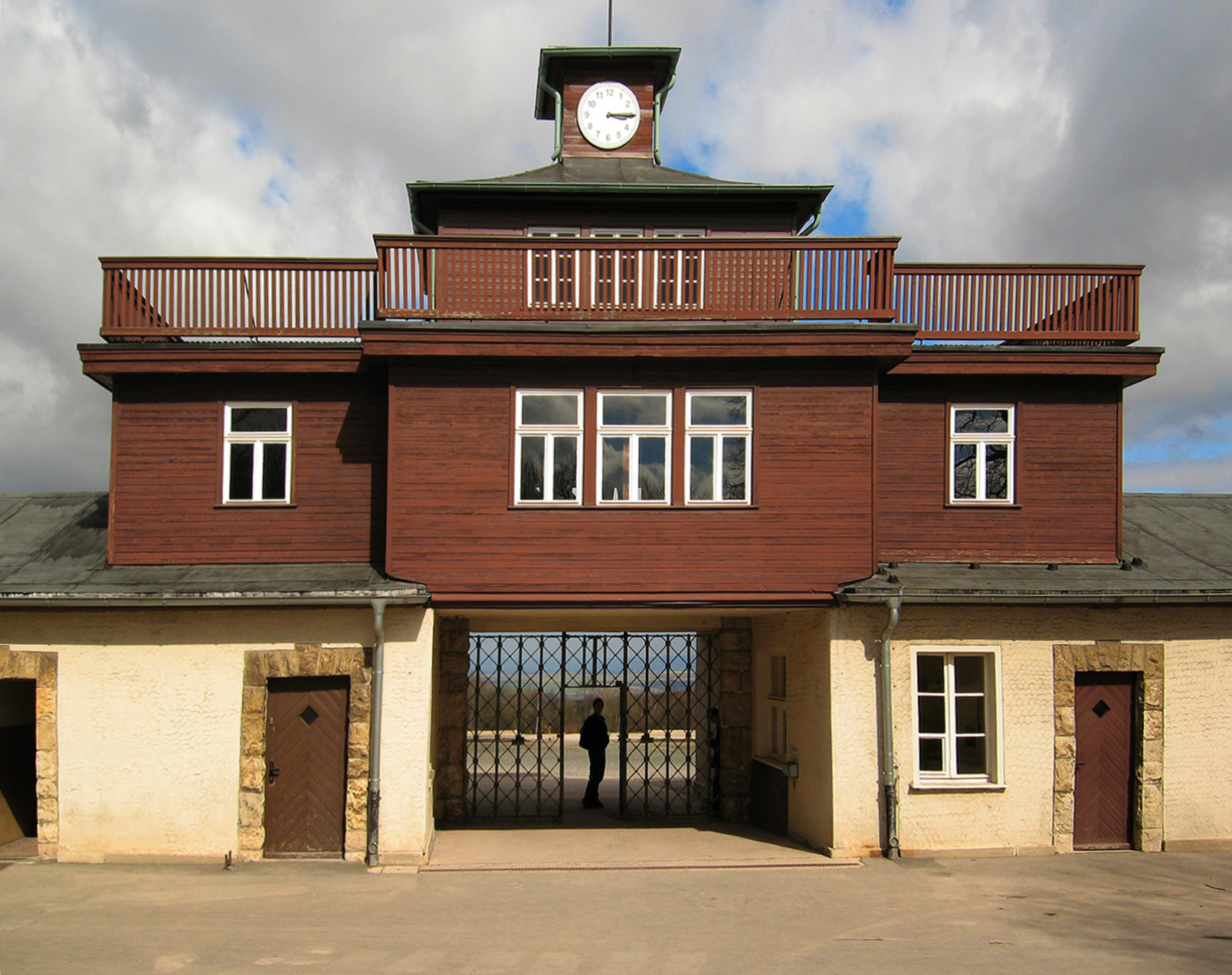
1937: Tor zum Lager im KZ Buchenwald

- 1937: Auf dem Ettersberg bei Weimar nimmt das KZ Buchenwald seinen Betrieb auf.

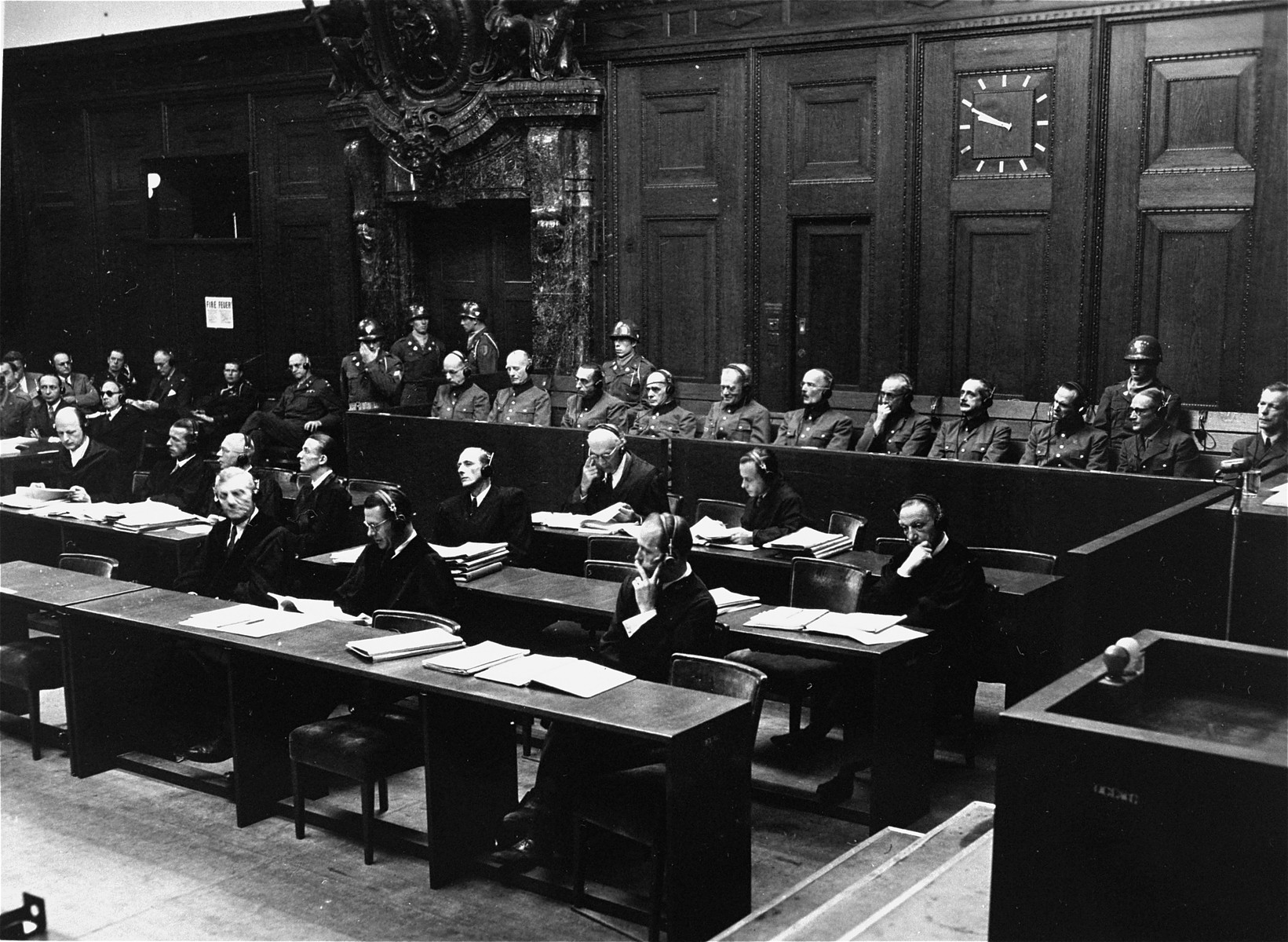
1947: Die Angeklagten (hinten) und ihre Verteidiger

- 1947: Als siebenter der zwölf Nachfolgeprozesse des Nürnberger Prozesses gegen die Hauptkriegsverbrecher beginnt der Prozess Generäle in Südosteuropa.
- 1955: In der „Mainauer Erklärung“ sprechen sich bei der Tagung der Nobelpreisträger in Lindau 18 Nobelpreisträger gegen den Einsatz von Kernwaffen aus.
- 1963: Egon Bahr hält in der Evangelischen Akademie Tutzing seine berühmte Rede Wandel durch Annäherung.
- 1966: Mit der „Operation Hastings“ beginnt die bis dahin größte Aktion des US-Militärs im Vietnamkrieg, die sich über Wochen hinzieht zu hohen Verlusten führt.
- 1974: Der zypriotische Präsident Makarios wird durch einen Putsch der zypriotischen Nationalgarde gestürzt, mit dem diese den Anschluss an Griechenland erzwingen will.
- 1983: Die armenische Untergrundorganisation Asala verübt einen Bombenanschlag im Flughafen Paris-Orly. Beim Abfertigungsschalter einer türkischen Fluggesellschaft sterben dadurch acht Menschen, mehr als fünfzig werden verletzt.

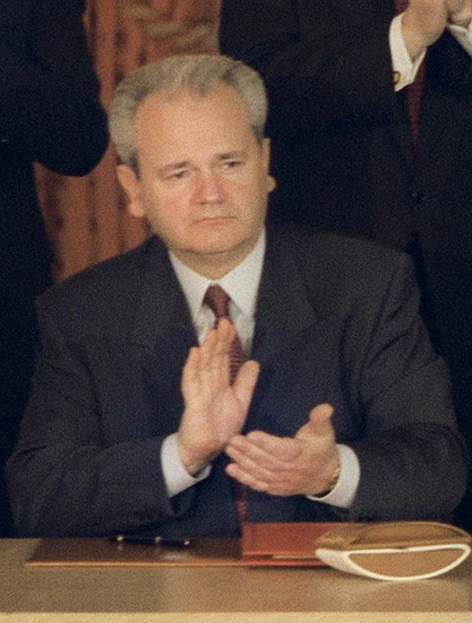
1997: Slobodan Milošević

- 1997: Der zurückgetretene serbische Staatschef Slobodan Milošević wird vom jugoslawischen Bundesparlament zum Staatspräsidenten der Bundesrepublik Jugoslawien gewählt.
- 1999: China erklärt, dass es über die notwendige Technik zum Bau einer Neutronenbombe verfügt.
- 1999: Großbritannien nimmt den seit dem Falklandkrieg unterbrochenen Linienluftverkehr mit Argentinien wieder auf.
- 1999: In Belgien wird der mit dem Fall Marc Dutroux betraute Staatsanwalt Hubert Massa tot aufgefunden.
- 2003: In São Tomé und Príncipe kommt es zu einem Militärputsch, der jedoch acht Tage später unblutig endet.
- 2008: Mit der kurzzeitigen Verhaftung von Hannibal al-Gaddafi, des Sohns des libyschen Diktators Muammar al-Gaddafi, in Genf beginnt die sogenannte Libyen-Affäre, eine längere diplomatische Krise zwischen Libyen und der Schweiz.
- 2016: Teile des türkischen Militärs versuchen einen erfolglosen Putsch gegen die türkische Regierung mit Staatspräsident Recep Tayyip Erdoğan und dem Kabinett Yıldırım. Nach offiziellen Angaben kommen dabei 249 Menschen ums Leben, über 2000 werden verletzt.

### Wirtschaft
- 1845: In Singapur erscheint die Tageszeitung The Straits Times zum ersten Mal.
- 1854: Im Münchner Glaspalast wird die Erste Allgemeine Deutsche Industrieausstellung eröffnet. 6588 Aussteller präsentieren sich und ihre Produkte.
- 1869: Der französische Chemiker Hippolyte Mège-Mouriès erhält ein Patent für Butterersatz: Margarine.
- 1911: In La Chaux-de-Fonds entsteht der Uhrenhersteller Ebel.
- 1916: William Edward Boeing und George Conrad Westervelt gründen in Seattle die Firma Pacific Aero Products Company, die sich zum Flugzeughersteller The Boeing Company weiterentwickelt.
- 1937: Im Rahmen des nationalsozialistischen Vierjahresplans zur Erreichung der Kriegsfähigkeit wird die Reichswerke AG für Erzbergbau und Eisenhütten „Hermann Göring“ gegründet.

### Wissenschaft und Technik
- 1640: Als erste finnische Universität wird die Akademie zu Turku feierlich eröffnet. Die Hochschule wird im 19. Jahrhundert nach Helsinki verlegt.

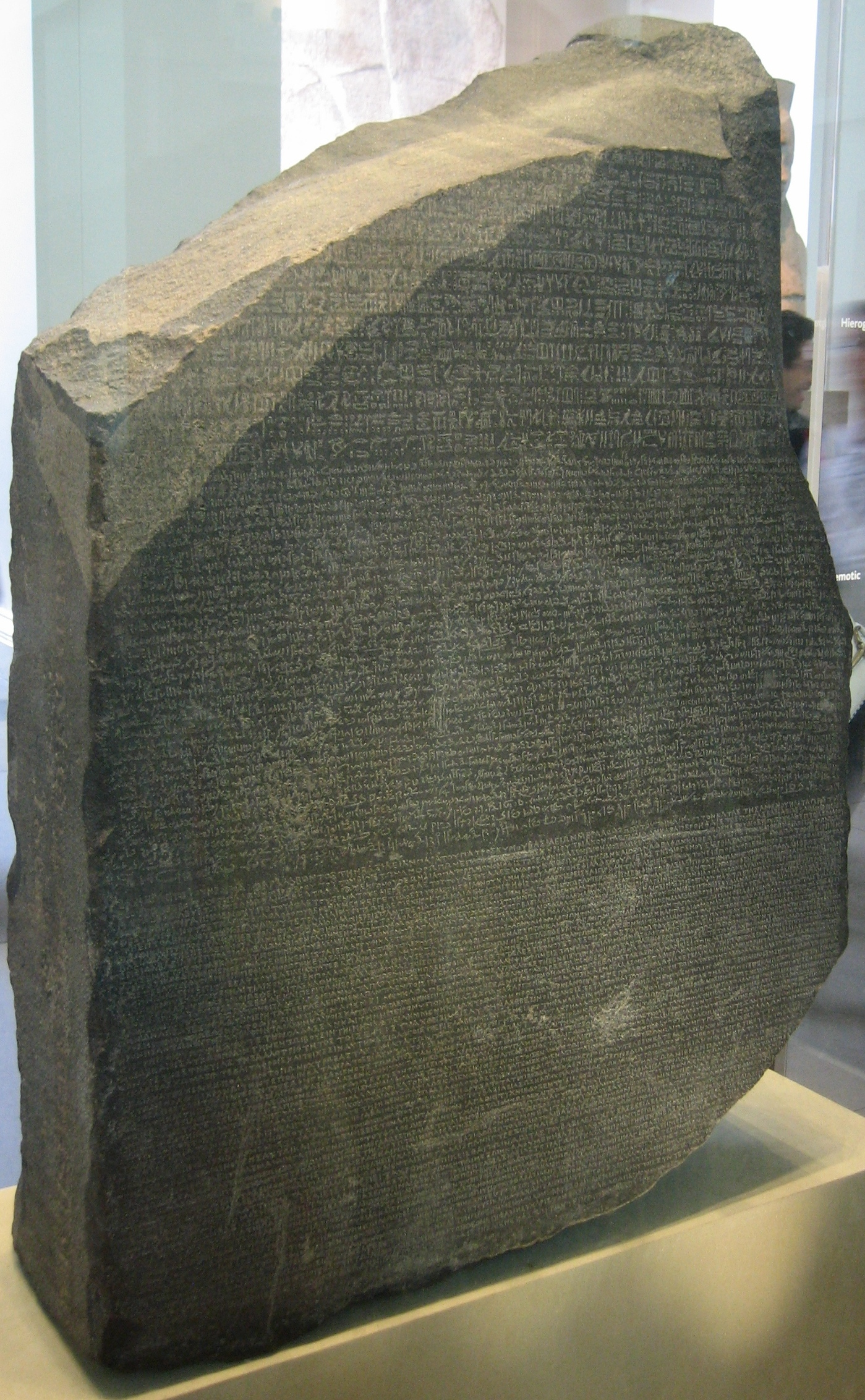
1799: Stein von Rosette

- 1799: Der Stein von Rosette wird im Niltal bei Rosetta von Pierre François Xavier Bouchard, einem Offizier Napoleons, entdeckt.
- 1830: Das Real Conservatorio Superior de Música de Madrid wird als erste Musikhochschule in Spanien gegründet.
- 1913: Der erste fahrplanmäßige Zug durchfährt den rund 15 Kilometer langen Lötschbergtunnel, der die Stadt Bern mit der Simplon-Bahn und Italien verbindet.

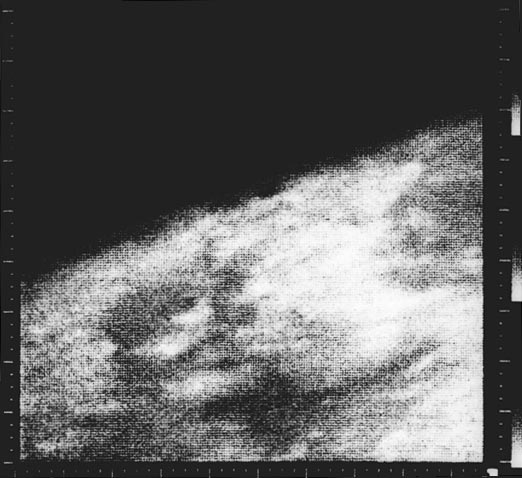
1965: Die erste Nahaufnahme vom Mars

- 1965: Die amerikanische Raumsonde Mariner 4 fliegt am Mars vorbei und liefert die ersten Nahaufnahmen eines fremden Planeten.
- 1975: Mit dem Apollo-Sojus-Test-Projekt (ASTP) wird das erste gemeinsame Raumfahrtunternehmen der USA und der Sowjetunion gestartet.
- 1980: Das Alfred-Wegener-Institut für Polar- und Meeresforschung (AWI) in Bremerhaven wird gegründet.

### Kultur
- 1520: Acht Jahre nach einem verheerenden Brand wird die renovierte und gotisierte Kirche St. Zeno in Bad Reichenhall durch Bischof Berthold Pürstinger neu geweiht.

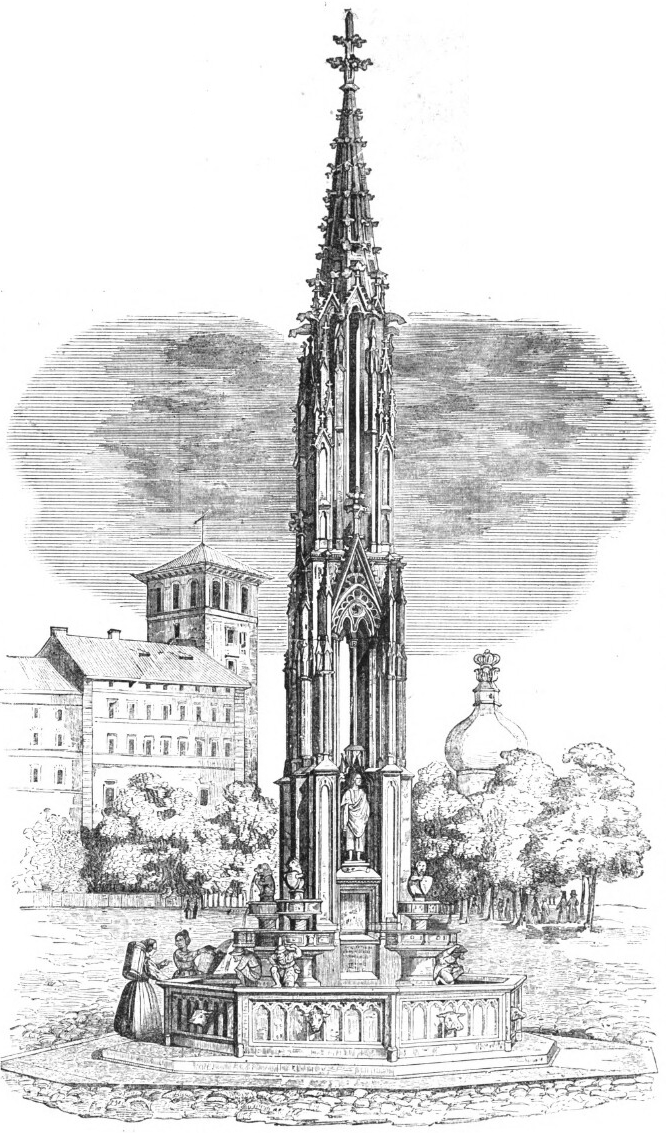
1846: Cholerabrunnen

- 1846: Der Cholerabrunnen wird der Stadt Dresden feierlich übergeben.
- 1912: Der Komponist Sergei Sergejewitsch Prokofjew präsentiert in Moskau als Pianist sein 1. Klavierkonzert bei der Uraufführung.
- 1955: In Kassel wird die erste documenta eröffnet.

### Gesellschaft
- 1235: Kaiser Friedrich II. heiratet in Worms in vierter Ehe Isabella von England, die Schwester des englischen Königs Heinrich III.
- 1848: In Jena treffen sich auf Einladung von Friedrich von Klinggräff Delegierte von Senioren-Conventen deutscher Universitäten. Die Tagung gilt als Gründung des Kösener Senioren-Convents-Verbandes
- 1997: Vor seinem Haus in Miami Beach wird der italienische Modedesigner Gianni Versace vom gesuchten Serienmörder Andrew Phillip Cunanan erschossen.

### Religion

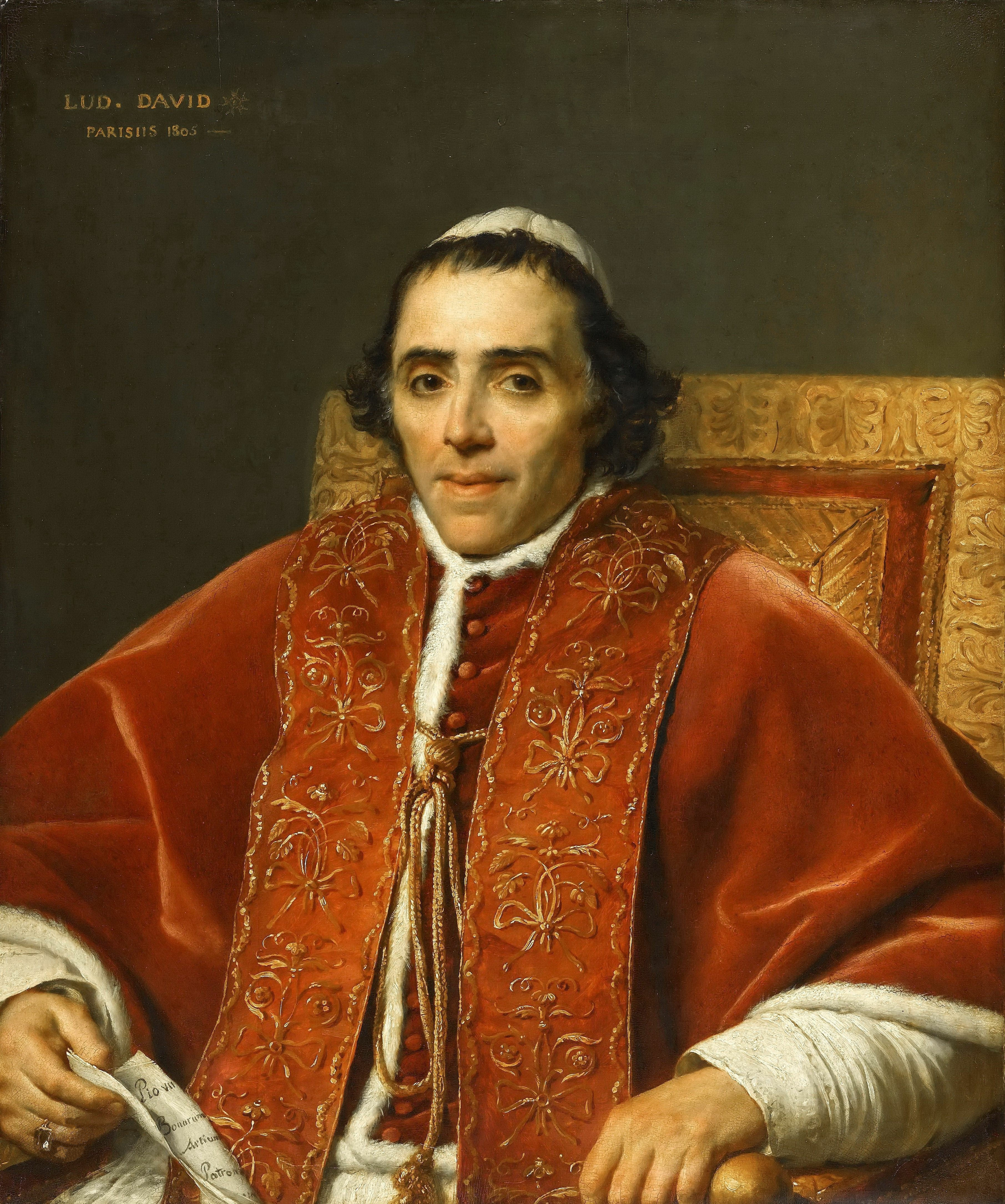
1801: Pius VII.

- 1801: Das zwischen Papst Pius VII. und Frankreichs Erstem Konsul Napoleon Bonaparte zustande gekommene Konkordat von 1801 wird von ihren bevollmächtigten Vertretern unterzeichnet.
- 1823: Durch Unachtsamkeit setzt in Rom am Abend ein am Dach arbeitender Handwerker die Kirche Sankt Paul vor den Mauern in Brand. Das aus dem vierten Jahrhundert stammende Gotteshaus wird vom Feuer stark beschädigt.
- 1834: Die Spanische Inquisition wird nach 356 Jahren offiziell abgeschafft.

### Katastrophen

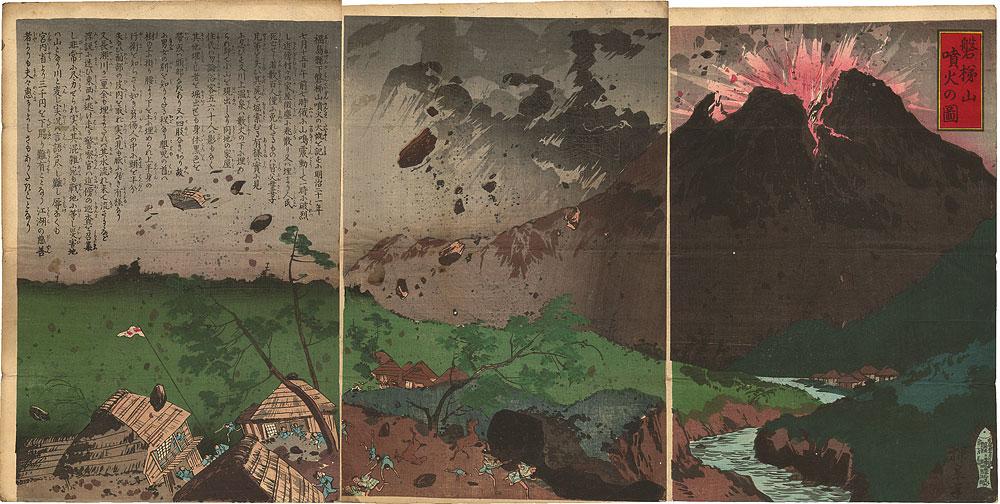
1888: Vulkanausbruch des Bandai

- 1888: Die Eruption des Schichtvulkans Bandai in Japan fordert 461 Menschenleben; 70 Personen werden verletzt.
- 1949: Bei der Explosionskatastrophe in Prüm in der Eifel wird ein Großteil der Oberstadt zerstört. Bei dem Unglück werden zwölf Menschen getötet und 15 verletzt, 965 Personen werden obdachlos.
- 1982: Der Lawn-Lake-Staudamm in den Rocky Mountains in Colorado, USA bricht. Die ausgelöste Flutwelle kostet drei Menschenleben und verursacht einen Sachschaden von 21 bis 31 Mio. Dollar.
- 2009: Beim Absturz des Fluges 7908 der Caspian Airlines von Teheran nach Jerewan kurz nach dem Start kommen alle 168 Menschen an Bord ums Leben.

Kleinere Unglücksfälle sind in den Unterartikeln von Katastrophe und in der Liste von Katastrophen aufgeführt.

### Sport

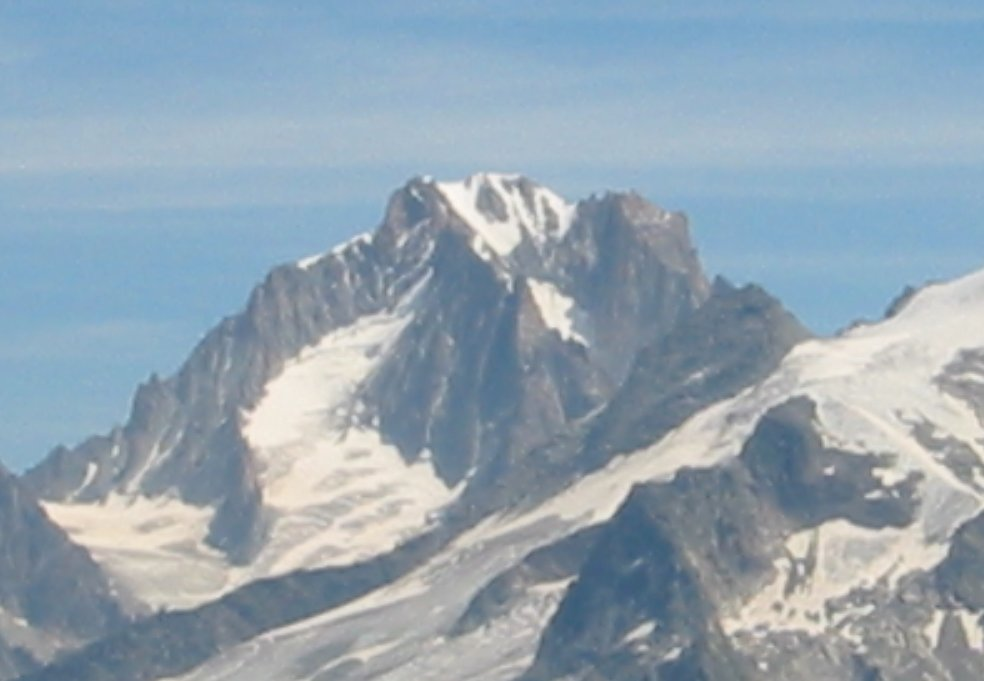
1864: Aiguille d’Argentière

- 1864: Einer von Edward Whymper angeführten Seilschaft gelingt die Erstbesteigung des Aiguille d’Argentière in der Mont-Blanc-Gruppe.
- 1922: Der Vorläufer des Eifelrennens, die Eifelrundfahrt rund um Nideggen, findet das erste Mal statt.
- 1931: Eligio Sardinias Montalvo, bekannt geworden als Kid Chocolate, wird der erste aus Kuba stammende Boxweltmeister.
- 1997: Jan Ullrich gewinnt bei der Tour de France die Pyrenäen-Etappe nach Arcalis (Andorra) und übernimmt die Führung in der Gesamtwertung. Damit legt er den Grundstein für den ersten Toursieg eines Deutschen.
- 2018: Frankreich siegt im Finale der Fußballweltmeisterschaft mit 4:2 gegen Kroatien und gewinnt nach 1998 zum zweiten Mal den WM-Titel.

Einträge von Leichtathletik-Weltrekorden befinden sich unter der jeweiligen Disziplin unter Leichtathletik.
Einträge zu Fußballweltmeisterschaftsspielen finden sich in den Unterseiten von Fußball-Weltmeisterschaft. Das Gleiche gilt für Fußball-Europameisterschaften.

## Geboren

### Vor dem 18. Jahrhundert
- 0980: Ichijō, 66. Kaiser von Japan
- 1270: Rudolf III., Graf von Habsburg-Laufenburg, Landgraf im Klettgau
- 1369: Antonio Correr, italienischer Kardinal

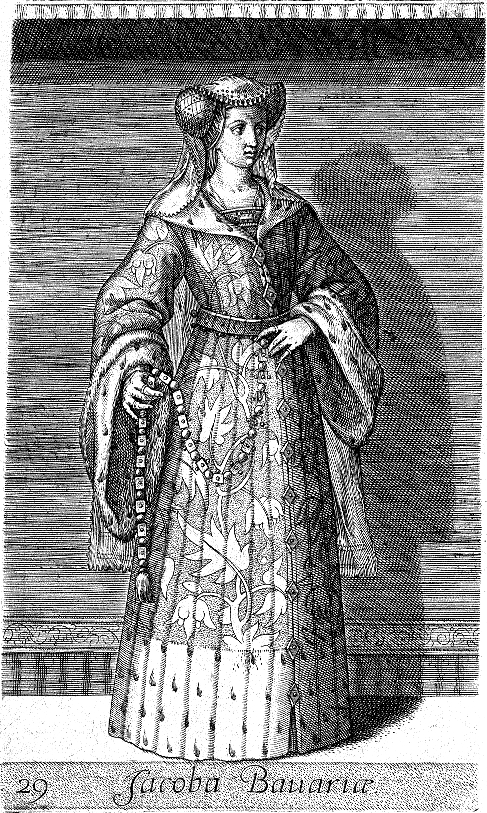
Jakobäa (* 1401)

- 1401: Jakobäa, Tochter von Wilhelm II. von Straubing-Holland, Gräfin von Hennegau, Holland und Seeland
- 1433: Michael Hildebrand, Erzbischof von Riga
- 1442: Boček IV. von Podiebrad, böhmischer Adliger
- 1471: Eskandar, Negus Negest von Äthiopien
- 1478: Barbara von Polen, Herzogin von Sachsen
- 1488: Juan Álvarez y Alva de Toledo, spanischer Dominikaner, Bischof und Kardinal
- 1504: Jakob Lersner, deutscher Rechtswissenschaftler, Gesandter und Hochschullehrer
- 1514: Peter Tiara, niederländischer Philologe und Arzt
- 1535: Jacob Ramminger, deutscher Kartograph
- 1553: Johann Schweikhard von Cronberg, Erzbischof und Kurfürst von Mainz
- 1573: Inigo Jones, englischer Architekt
- 1602: John Bradshaw, englischer Politiker und Richter

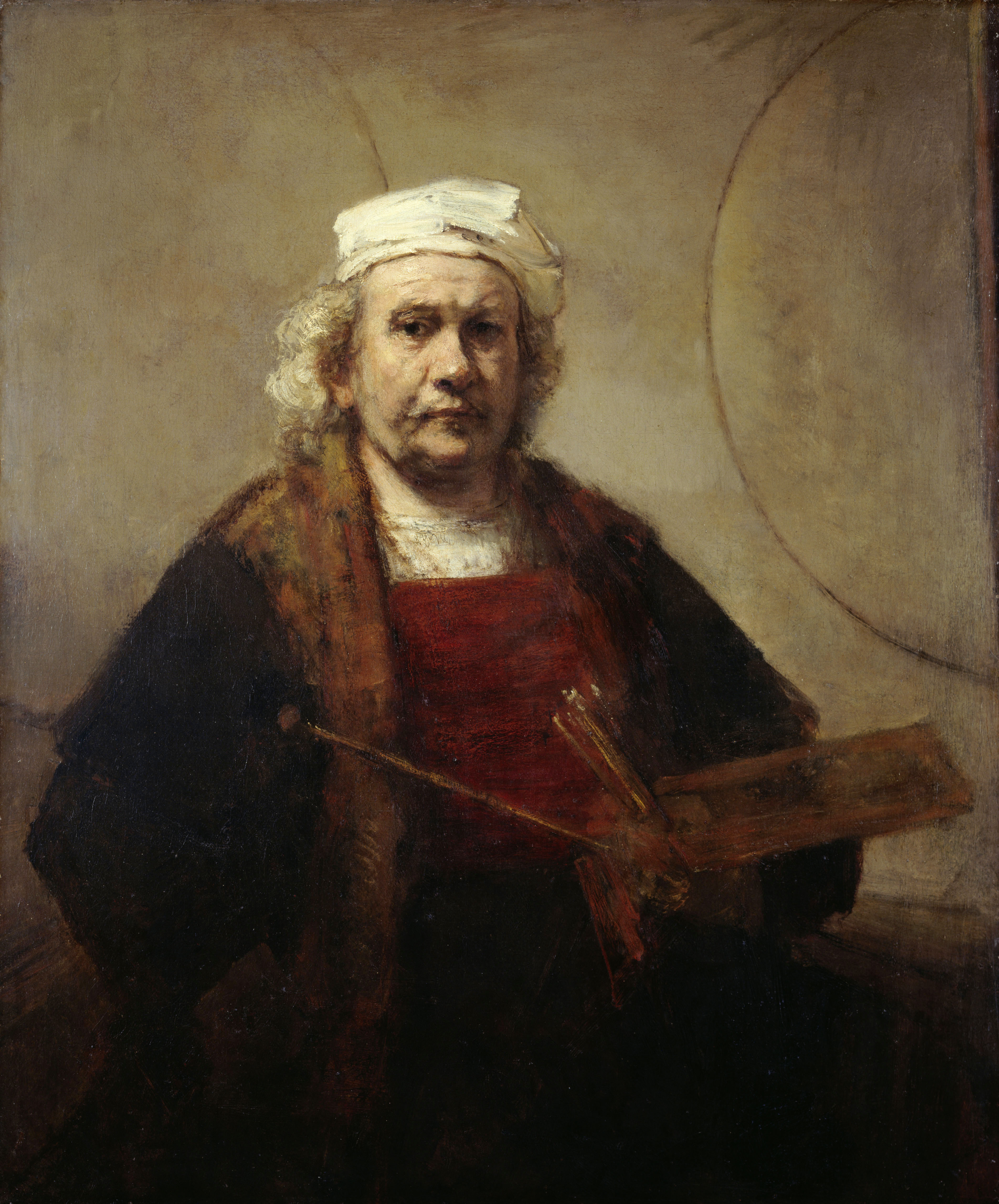
Rembrandt van Rijn (* 1606)

- 1606: Rembrandt van Rijn, niederländischer Maler
- 1609: Kazimierz Lew Sapieha, polnisch-litauischer Staatsmann
- 1613: Gu Yanwu, chinesischer Universalgelehrter
- 1622: Karl Heinrich von Metternich-Winneburg, Erzbischof und Kurfürst von Mainz sowie Fürstbischof von Worms
- 1638: Giovanni Buonaventura Viviani, italienischer Komponist
- 1643: Henri Arnaud, französischer Pfarrer und Waldenserführer
- 1643: Abraham Löwel, deutscher Unternehmer
- 1646: Friedrich I., Herzog von Sachsen-Gotha-Altenburg
- 1656: Massimiliano Soldani, italienischer Bildhauer und Medailleur
- 1661: Johann Christoph Weigel, deutscher Kupferstecher, Kunsthändler und Verleger
- 1665: Erik Sparre af Sundby, schwedischer Diplomat, Reichsrat und Feldmarschall
- 1682: Heinrich Ludolf Spancken, deutscher Priester und Abt
- 1694: Johann Friedrich Nolte, deutscher Pädagoge und Philologe

### 18. Jahrhundert
- 1711ː Marie Durand, französische Hugenottin, die 38 Jahre lang im „Tour de Constance“ von Aigues-Mortes gefangen war
- 1712: Eleazar de Mauvillon, deutsch-französischer Schriftsteller, Historiker und Hochschullehrer
- 1718: Alexander Roslin, schwedischer Maler
- 1730: Hans Heinrich Frey, Schweizer Unternehmer
- 1731: Josepha von Salm-Reifferscheidt-Bedburg, deutsche Geistliche
- 1734: Maria Fortunata d’Este, italienische Prinzessin

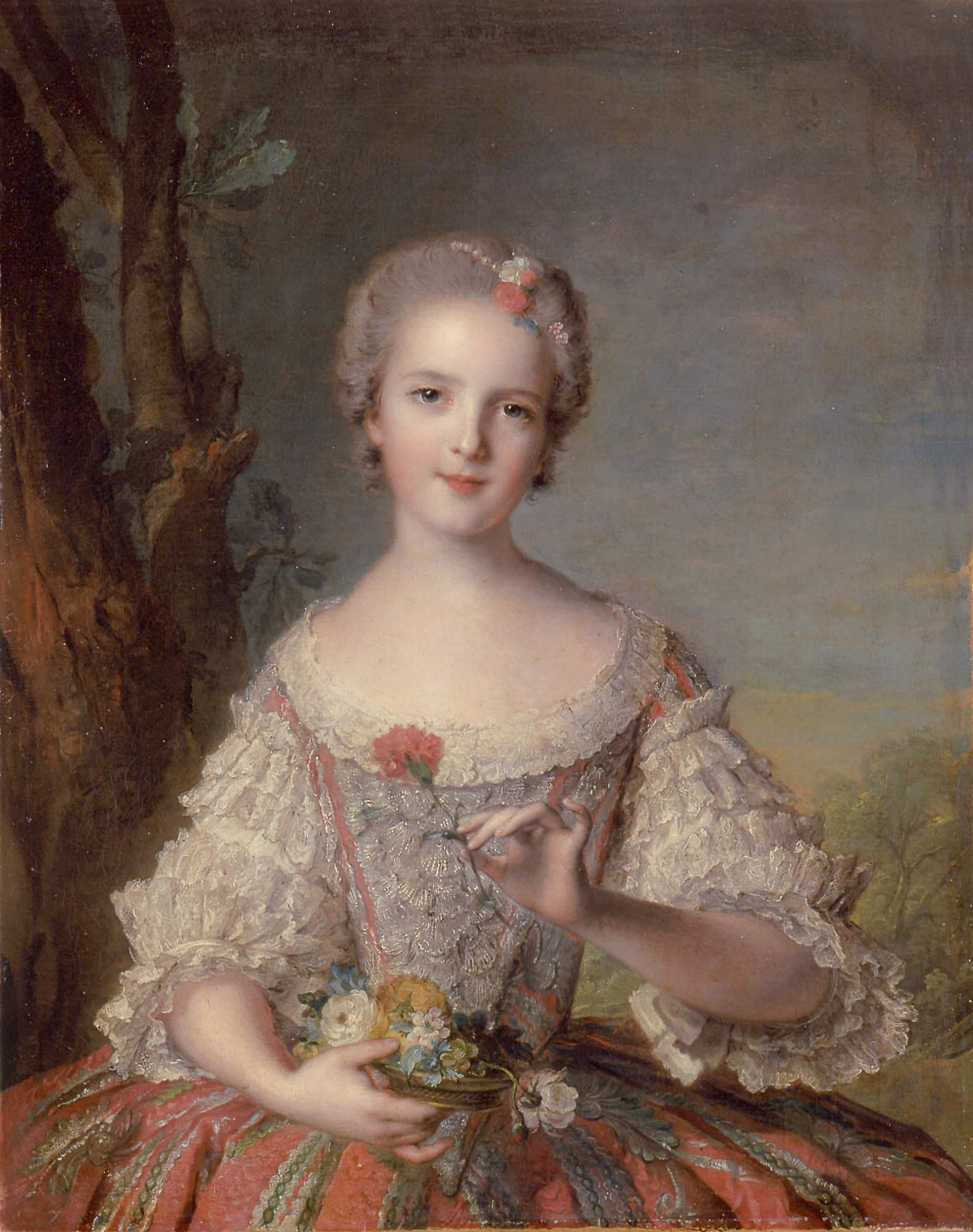
Louise von Frankreich (* 1737)

- 1737: Louise von Frankreich, französische Prinzessin und Karmelitin
- 1740: Archibald Hamilton, 9. Duke of Hamilton, schottischer Adeliger
- 1740: Johanna Cornelia von Oeyen, Äbtissin des Klosters Gnadental in Neuss
- 1745: Friedrich Benda, deutscher Komponist
- 1745: Jost Dürler, Schweizer Offizier in französischen und englischen Diensten
- 1747: Teresa Margareta Redi, italienische Karmelitin und katholische Heilige
- 1750: Franz, deutscher Adliger, Herzog von Sachsen-Coburg-Saalfeld
- 1756: Wilhelm Heinrich Ernst von Arnim, preußischer Landrat
- 1757: Marianne Reussing, deutsche Romanautorin
- 1763: Roger Hale Sheaffe, britischer General
- 1765: Charles Goldsborough, US-amerikanischer Politiker, Mitglied des Repräsentantenhauses, Gouverneur von Maryland
- 1765: Christian Gottfried Wilhelm Lehmann, deutscher evangelischer Geistlicher und Schulrektor
- 1766: Ferdinand Schazmann, deutscher Jurist
- 1776ː Amélie de Berckheim, erste weibliche elsässische Industrielle und Managerin
- 1777: Jean Jacques Pelet, französischer General
- 1779: Samuel Bleichröder, deutscher Bankier
- 1797: Eduard Vieweg, deutscher Verleger

### 19. Jahrhundert

#### 1801–1850

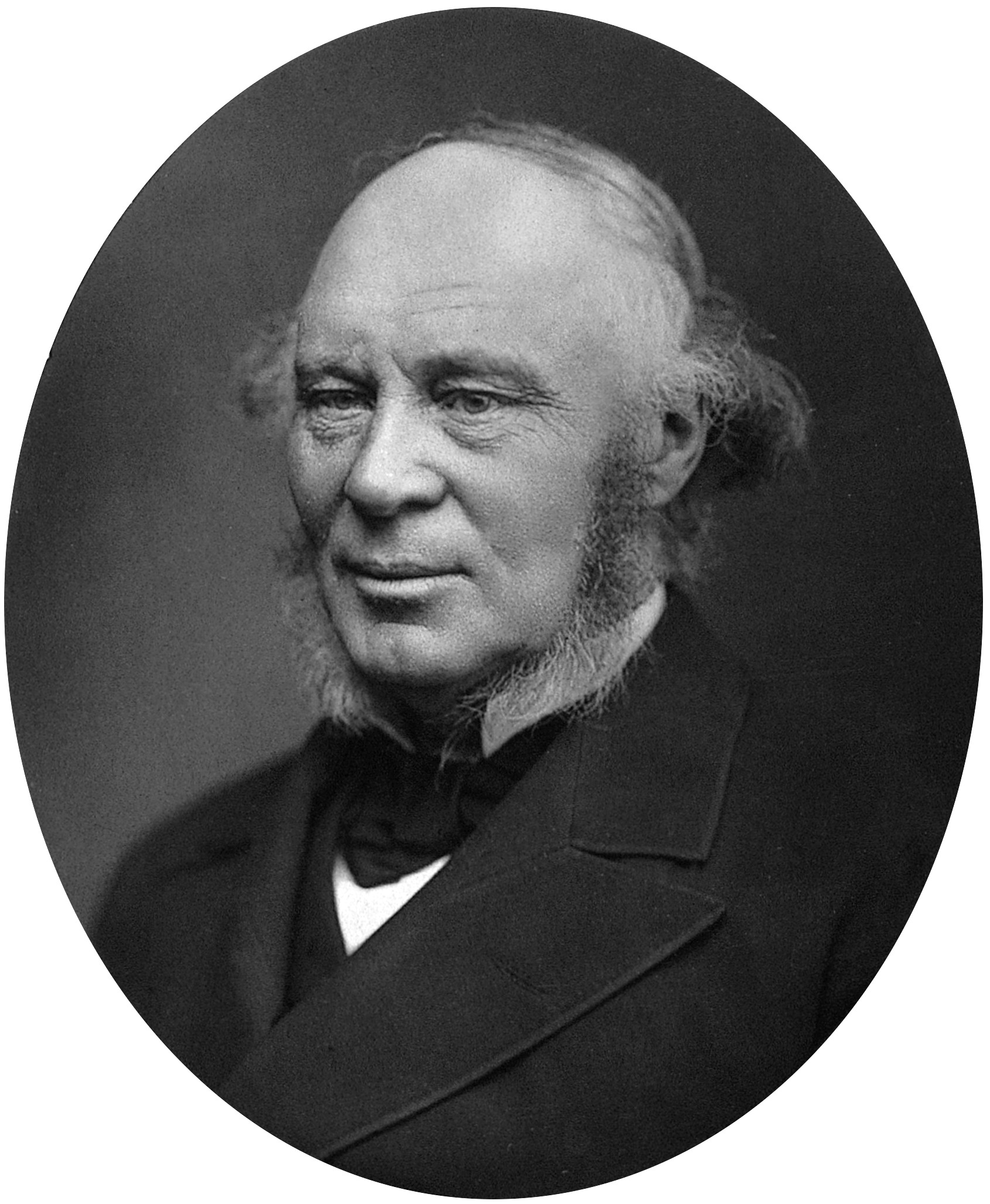
John Fowler (* 1817)

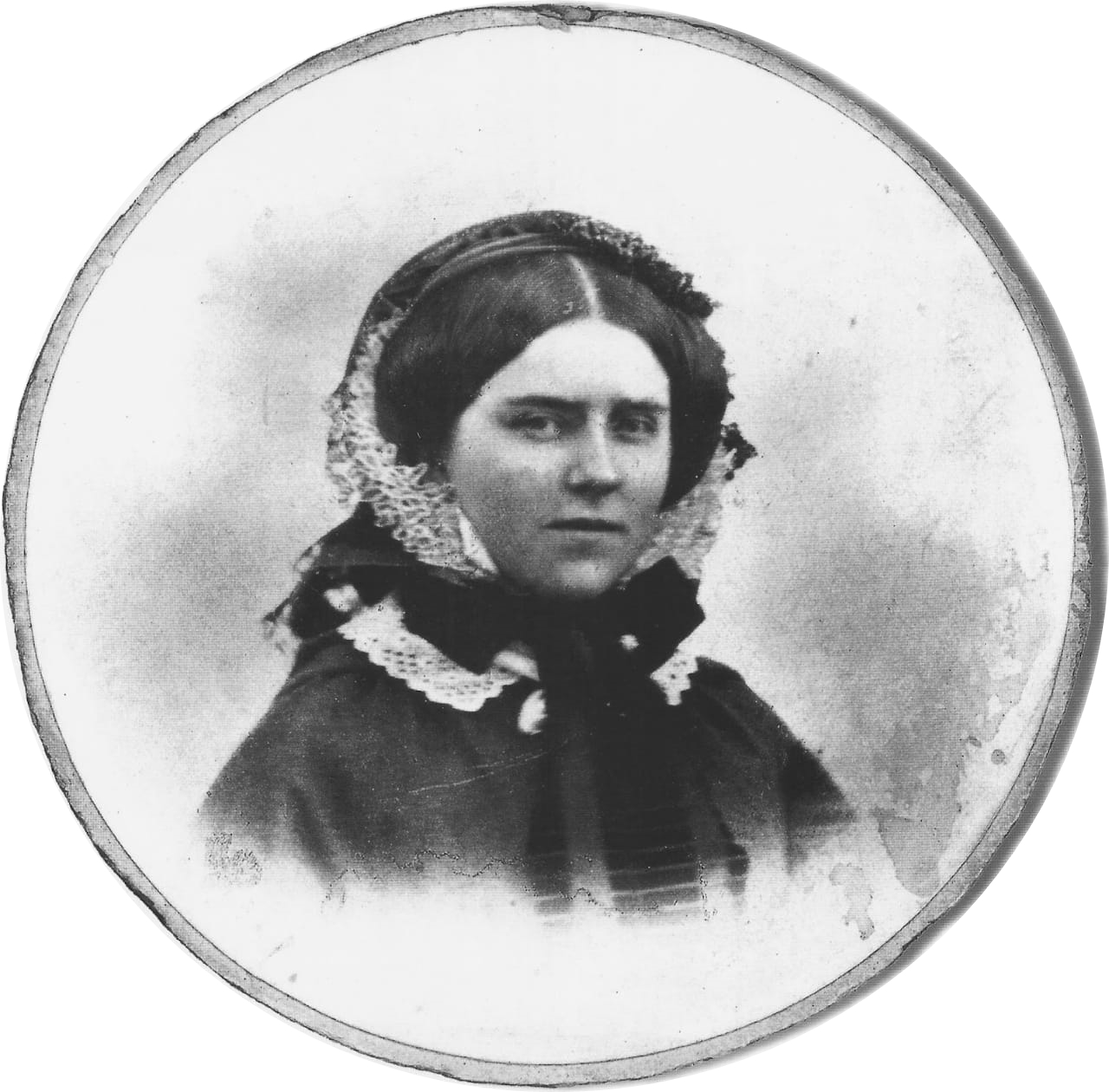
Stephanie von Hohenzollern-Sigmaringen (* 1837)

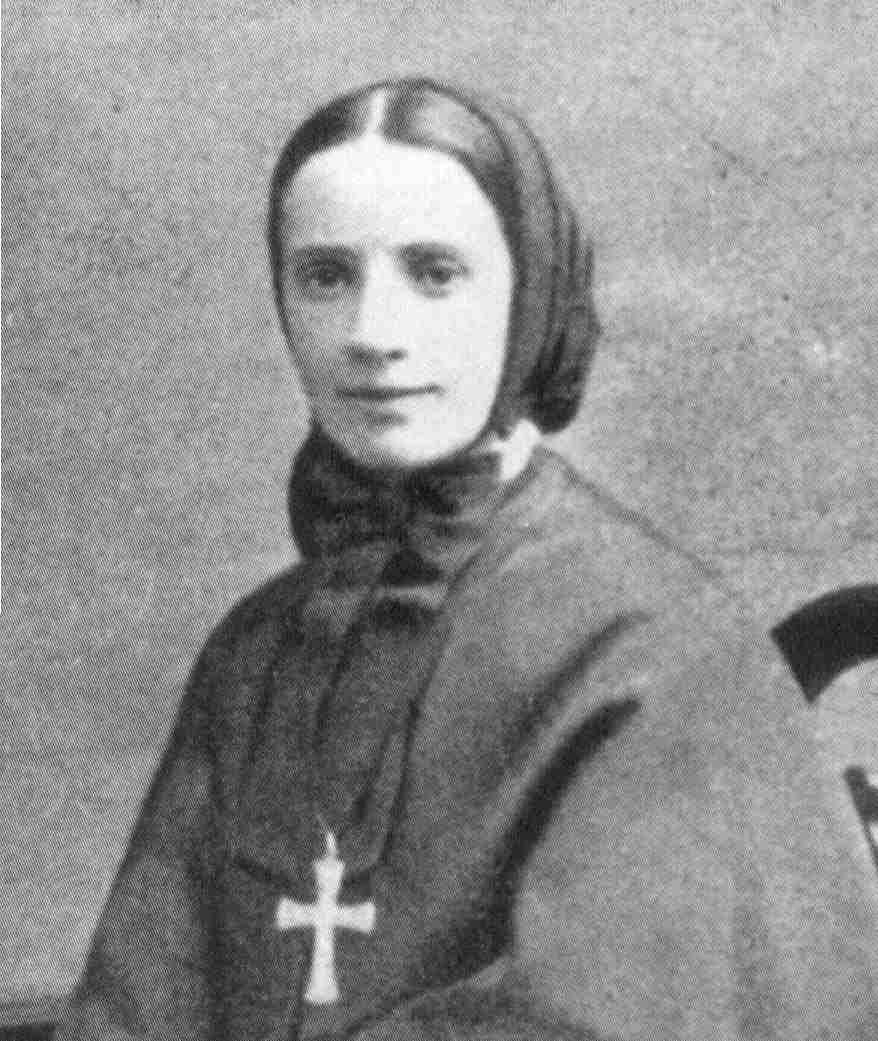
Franziska Xaviera Cabrini (* 1850)

- 1805: Johann Heinrich Deinhardt, deutscher Pädagoge
- 1808: Henry Edward Manning, britischer katholischer Theologe, Erzbischof von Westminster und Kardinal
- 1810: Johann Jacob Löwenthal, ungarisch-britischer Schachspieler
- 1812: Benno Adam, deutscher Tiermaler
- 1812: Emil von Sydow, deutscher Offizier, Geograph und Kartograph
- 1817: John Fowler, britischer Eisenbahningenieur und Brückenbauer
- 1820: Anton Ascher, deutscher Theaterschauspieler, -regisseur und -direktor
- 1822: Pierre-Victor Galland, französischer Maler
- 1823: Alexander von Hessen-Darmstadt, Prinz von Hessen und bei Rhein, Begründer des Hauses Battenberg
- 1829: Levi Spear Burridge, US-amerikanischer Zahnarzt
- 1831: Reinhold Begas, deutscher Bildhauer und Maler
- 1837: Stephanie von Hohenzollern-Sigmaringen, Prinzessin von Hohenzollern-Sigmaringen und Königin von Portugal
- 1838: Samuel Plattner, Schweizer Jurist, Journalist und Bühnenautor
- 1839: Eduard Köllner, deutscher Komponist
- 1841: Tjalling Halbertsma, niederländischer Gynäkologe und Geburtshelfer
- 1841: Heinrich Thalboth, österreichischer Schauspieler, Regisseur und Dramatiker
- 1843: Alfred W. Benson, US-amerikanischer Politiker, Senator aus Kansas
- 1845: Marie Theresia von Österreich, Mitglied des österreichischen Herrscherhauses Habsburg-Lothringen
- 1845: Johann Loschek, Kammerdiener und Leibfiaker des Kronprinzen Rudolf von Österreich
- 1845ː Elise Rahn-Bärlocher, Schweizer Frauenrechtlerin
- 1846: Adolf Arye Schwarz, österreichisch-ungarischer Rabbiner und Publizist
- 1848: Vilfredo Pareto, italienischer Ingenieur, Ökonom und Soziologe
- 1850: Franziska Xaviera Cabrini, italienisch-US-amerikanische Ordensgründerin

#### 1851–1900

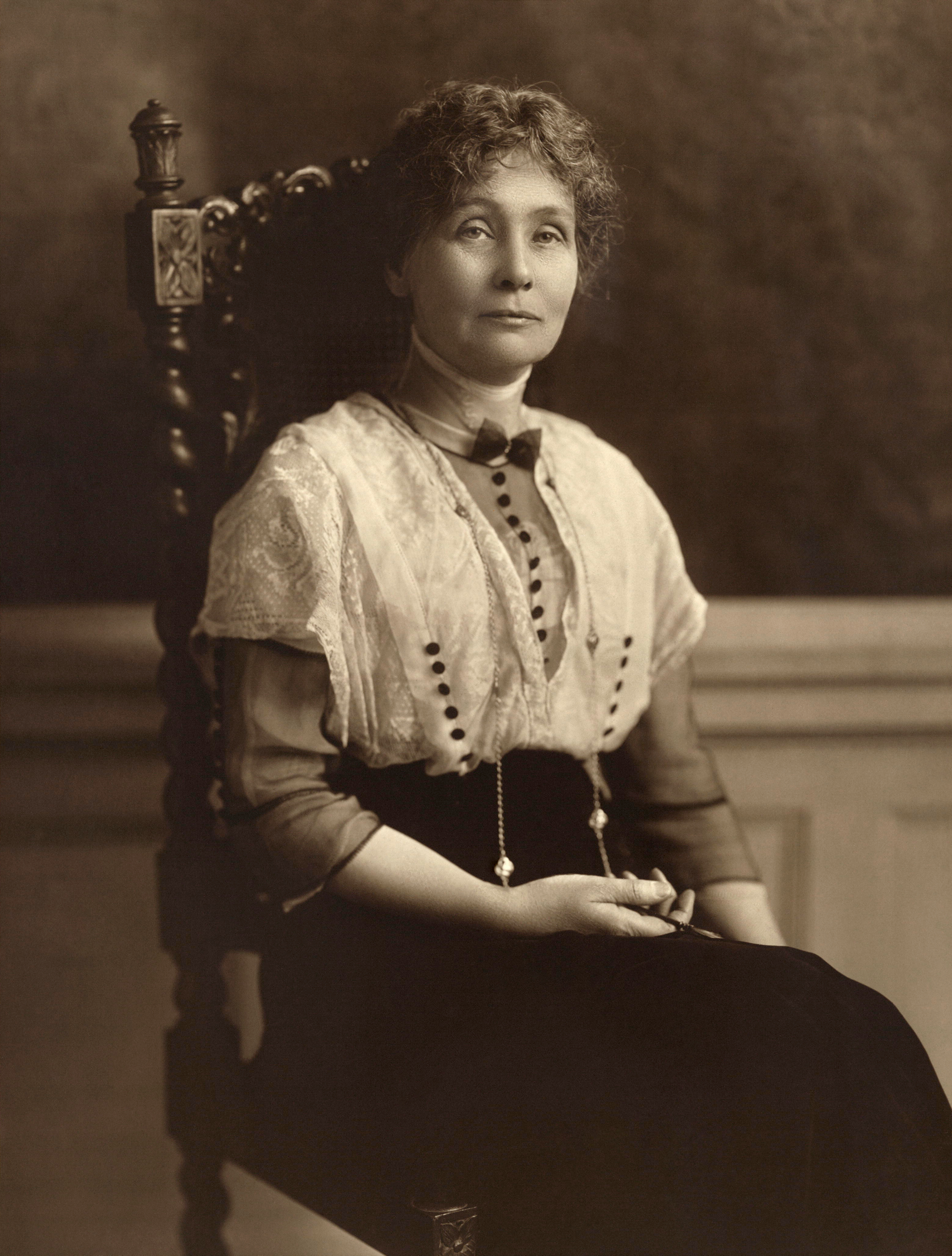
Emmeline Pankhurst (* 1858)

- 1851: William Carlile Arnold, US-amerikanischer Politiker
- 1853: Marija Nikolajewna Jermolowa, russische Theaterschauspielerin
- 1854: Jacek Malczewski, polnischer Maler des Modernismus und Symbolismus
- 1858: Gottfried Hendrik Mann, niederländischer Komponist, Dirigent und Pianist
- 1858: Emmeline Pankhurst, britische radikal-feministische Theoretikerin, Frauenrechtlerin und Philosophin
- 1859: Eduard Lederer, tschechischer Rechtsanwalt, Politiker und Schriftsteller, Opfer des Holocaust
- 1860: Friedrich Andersen, deutscher evangelischer Theologe

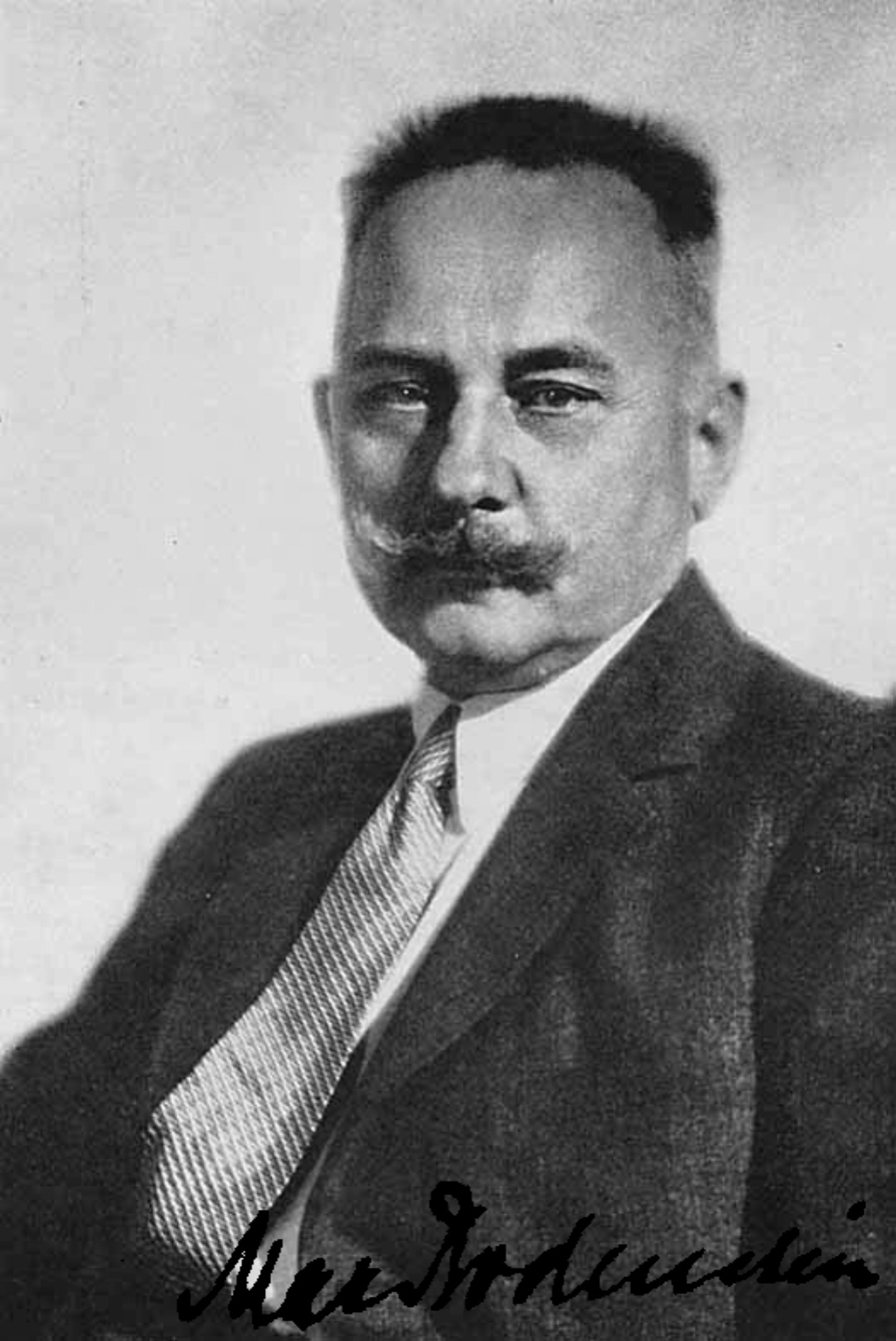
Max Bodenstein (* 1871)

- 1860: Clemens zur Lippe-Biesterfeld-Weißenfeld, deutscher Politiker
- 1860: Max von Oppenheim, deutscher Diplomat und Archäologe
- 1861: Hirotsu Ryūrō, japanischer Schriftsteller
- 1862: Ludwig Fulda, deutscher Germanist, Philosoph und Autor
- 1864: Franklin Knight Lane, US-amerikanischer Politiker
- 1865: Alfred Harmsworth, 1. Viscount Northcliffe, britischer Journalist und Verleger

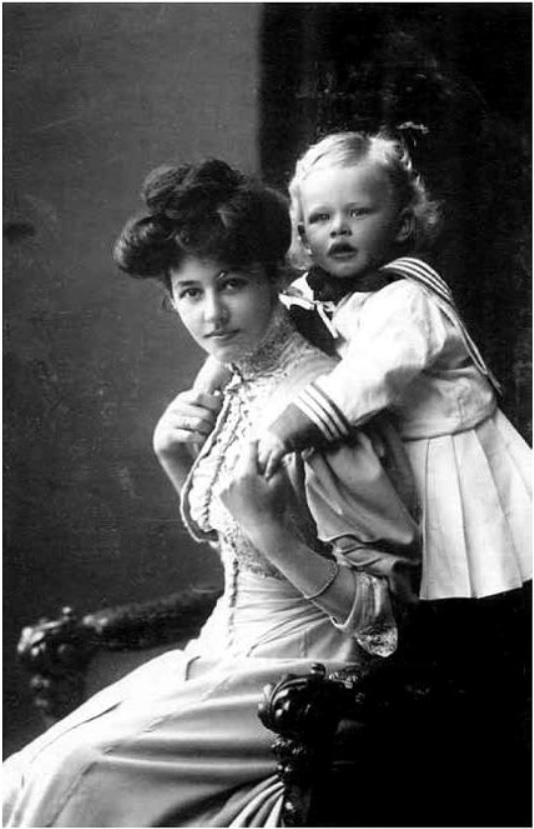
Käte Stresemann (* 1883)

- 1867: Jean-Baptiste Charcot, französischer Wissenschaftler und Polarforscher
- 1869: Elizabeth MacNicol, schottische Malerin
- 1871: Henryk Arctowski, polnischer Wissenschaftler, Ozeanograf und Erforscher der Antarktis
- 1871: Max Bodenstein, deutscher Physikochemiker, Begründer der chemischen Kinetik
- 1871: Kunikida Doppo, japanischer Schriftsteller
- 1872: Alfred Hertz, deutsch-US-amerikanischer Dirigent
- 1872: Arschak Tschobanjan, armenischer Schriftsteller
- 1873: Otto Anselmino, deutscher Pharmazeut und außerordentlicher Professor für pharmazeutische Chemie
- 1873: Henri Buisson, französischer Physiker

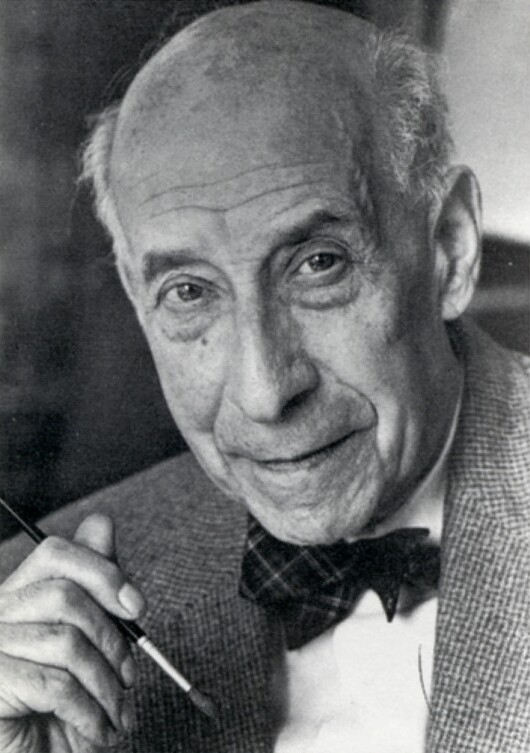
Josef Frank (* 1885)

- 1874: Enrico Dassetto, Schweizer Komponist und Dirigent
- 1874: Wilhelm von Scholz, deutscher Schriftsteller und Dramatiker
- 1875: Rudolf Levy, deutscher Maler
- 1875: Helena Oleska, polnische Opernsängerin und Gesangspädagogin
- 1876ː Alaisa Paschkewitsch, belarussische Dichterin und Autorin
- 1876: Carl Sonnenschein, deutscher Theologe
- 1878ː Ottilie Metzger, deutsche Sängerin und Gesangslehrerin, Holocaustopfer
- 1879: Alcides Arguedas, bolivianischer Schriftsteller, Politiker und Historiker
- 1883: Käte Stresemann, Ehefrau des deutschen Politikers Gustav Stresemann
- 1884: Enrique Soro Barriga, chilenischer Komponist
- 1884ː Olga Essig, Schulreformerin und Berufspädagogin in der deutschen Frauenbewegung
- 1884: Phraya Manopakorn Nititada, erster Premierminister von Thailand
- 1885: Josef Frank, österreichischer Architekt
- 1885: Paul Wieczorek, deutscher Marinesoldat, erster Kommandeur der Volksmarinedivision während der Novemberrevolution
- 1886: Harry Green, britischer Langstreckenläufer
- 1886: Jacques Rivière, französischer Schriftsteller
- 1888: Hans Avé-Lallemant, deutscher Unternehmensleiter
- 1888: Ernst von Harnack, preußischer Regierungspräsident und deutscher Politiker, Widerstandskämpfer gegen den Nationalsozialismus
- 1889: Marco de Gastyne, französischer Filmregisseur und Drehbuchautor
- 1889: Wiegand Helfenbein, deutscher Orgelbauer
- 1891: Adolf Wurmbach, deutscher Schriftsteller
- 1892: Walter Benjamin, deutscher Schriftsteller und Philosoph
- 1892: Georges Van Den Bossche, belgischer Ruderer
- 1893: Nurul Amin, pakistanischer Politiker
- 1893: William Dieterle, deutscher Filmregisseur und Schauspieler
- 1894: Philip Vian, britischer Flottenadmiral
- 1897: Sam H. Jones, US-amerikanischer Politiker, Gouverneur des Bundesstaates Louisiana
- 1899: Hugo Decker, deutscher Politiker, MdB
- 1899: Seán Lemass, irischer Politiker

### 20. Jahrhundert

#### 1901–1925
- 1901: Nicola Abbagnano, italienischer Philosoph

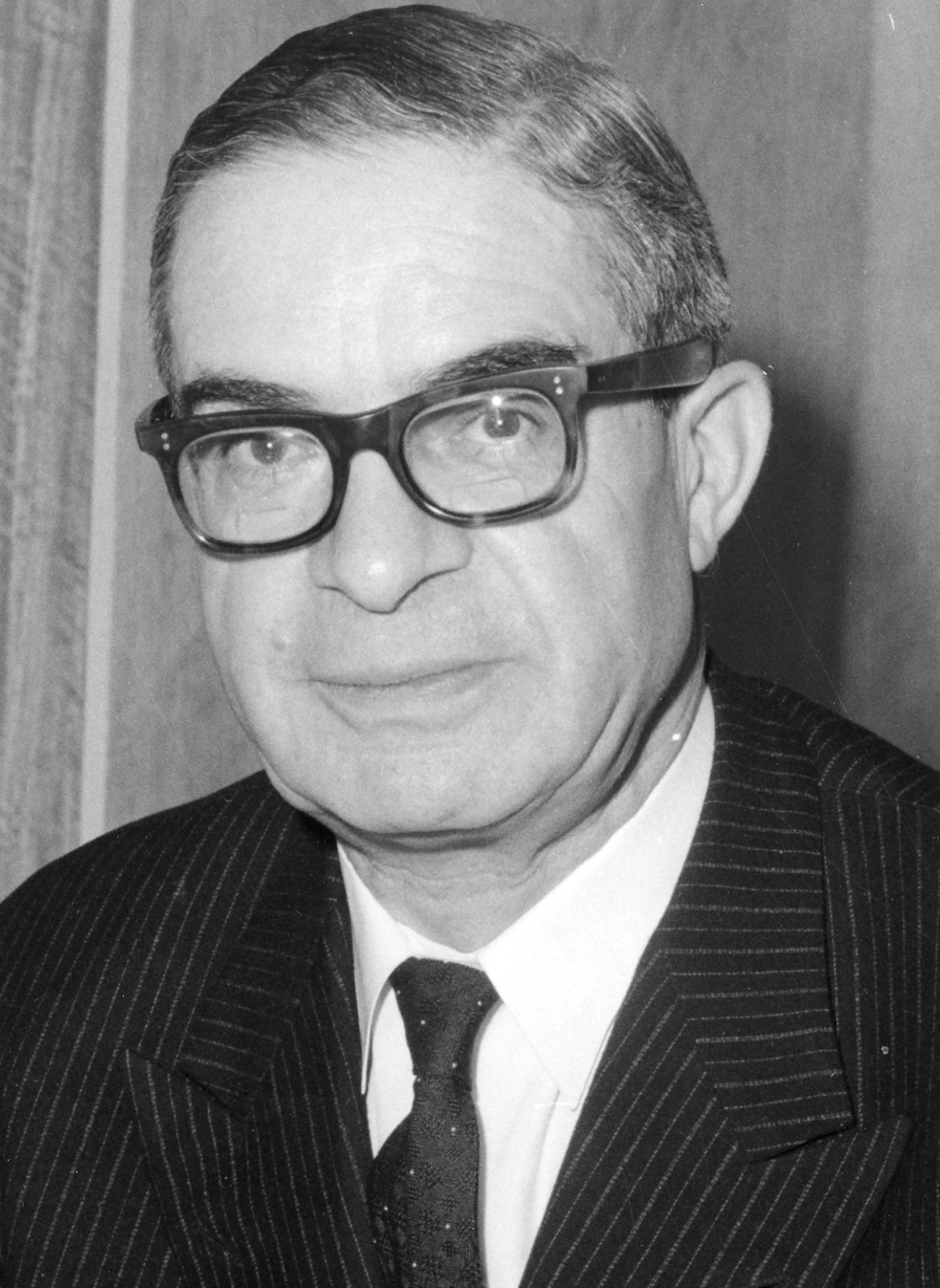
Jean Rey (* 1902)

- 1902: Jean Rey, belgischer Politiker, Präsident der Europäischen Kommission
- 1903: Toyoko Takahashi, japanische Schauspielerin
- 1904: Hildegunde Fritzi Anders, deutsche Schriftstellerin
- 1904: Rudolf Arnheim, deutsch-US-amerikanischer Kunstpsychologe
- 1905: Alexander Chwylja, sowjetischer Schauspieler
- 1906: Karl Golzo, deutscher Ruderer
- 1906: Rudolf Uhlenhaut, deutscher Ingenieur, Konstrukteur und Vorstand von Mercedes-Benz
- 1908: Albert Volkmann, deutscher Schachkomponist
- 1909: Hendrik Casimir, niederländischer Physiker
- 1910: Enrique Guaita, argentinisch-italienischer Fußballspieler
- 1910: Hilde le Viseur, deutsche Hürdenläuferin
- 1913: Cowboy Copas, US-amerikanischer Country-Musiker
- 1913: Hammond Innes, britischer Schriftsteller

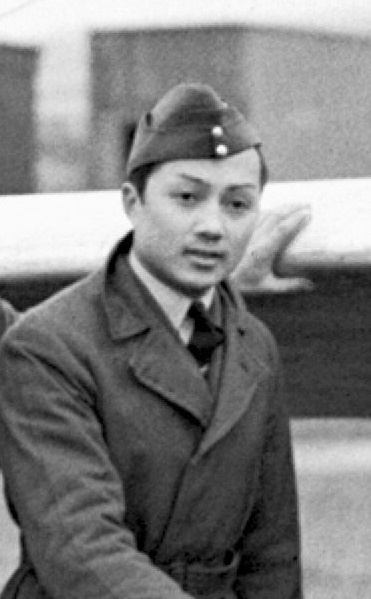
Prinz Bira (* 1914)

- 1914: Prinz Bira, thailändischer Automobilrennfahrer
- 1914: Jérôme Rakotomalala, madagassischer Geistlicher, Erzbischof von Tananarive, Kardinal
- 1915: Domenico Caloyera, griechischer Geistlicher, Erzbischof von İzmir
- 1917: Mykola Dremljuha, ukrainischer Komponist und Hochschullehrer
- 1918: Bertram Brockhouse, kanadischer Physiker, Nobelpreisträger
- 1918: Brenda Milner, britisch-kanadische Psychologin
- 1919: Iris Murdoch, anglo-irische Schriftstellerin
- 1920: Joseph Basmadjan, syrischer Geistlicher, Erzbischof von Aleppo
- 1920: Friedrich Niederl, österreichischer Jurist und Politiker, LAbg, Landeshauptmann der Steiermark
- 1921: Jack Beeson, US-amerikanischer Komponist
- 1921: Robert Bruce Merrifield, US-amerikanischer Biochemiker, Nobelpreisträger

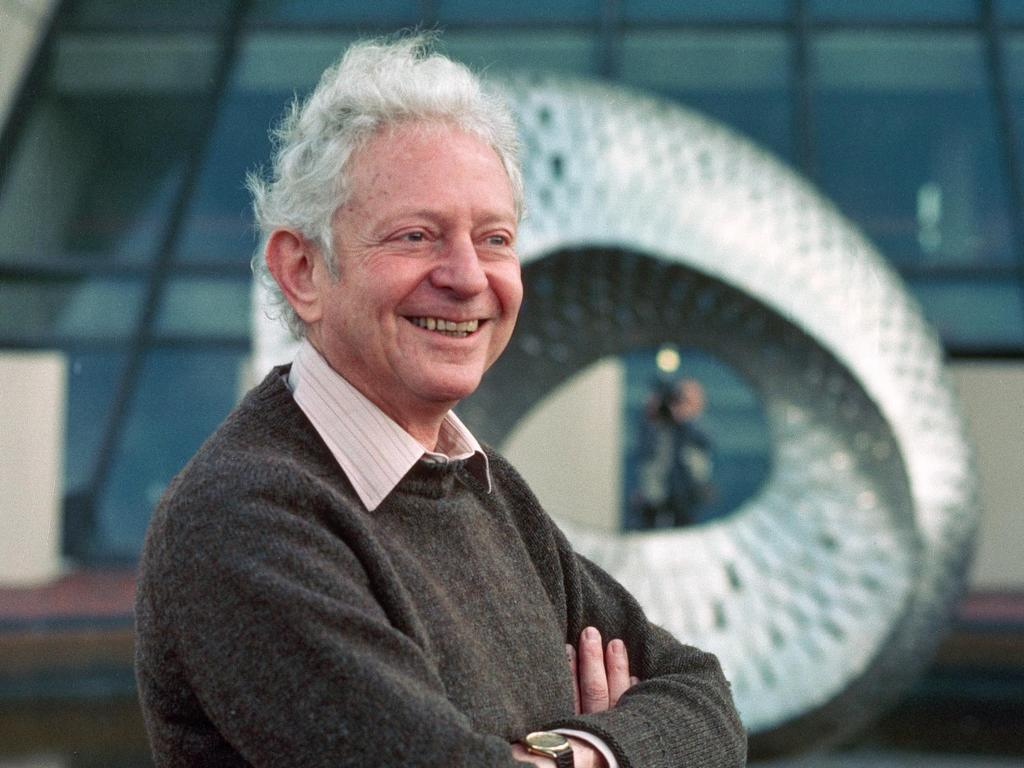
Leon Max Lederman (* 1922)

- 1922: Leon Max Lederman, US-amerikanischer Physiker, Nobelpreisträger
- 1923: Philip Carey, US-amerikanischer Schauspieler
- 1923: Fred Oberhauser, deutscher Literaturkritiker
- 1924: David Cox, britischer Statistiker
- 1925: Robert Limpert, deutscher Widerstandskämpfer gegen den Nationalsozialismus

#### 1926–1950
- 1926: Driss Chraïbi, marokkanischer Autor

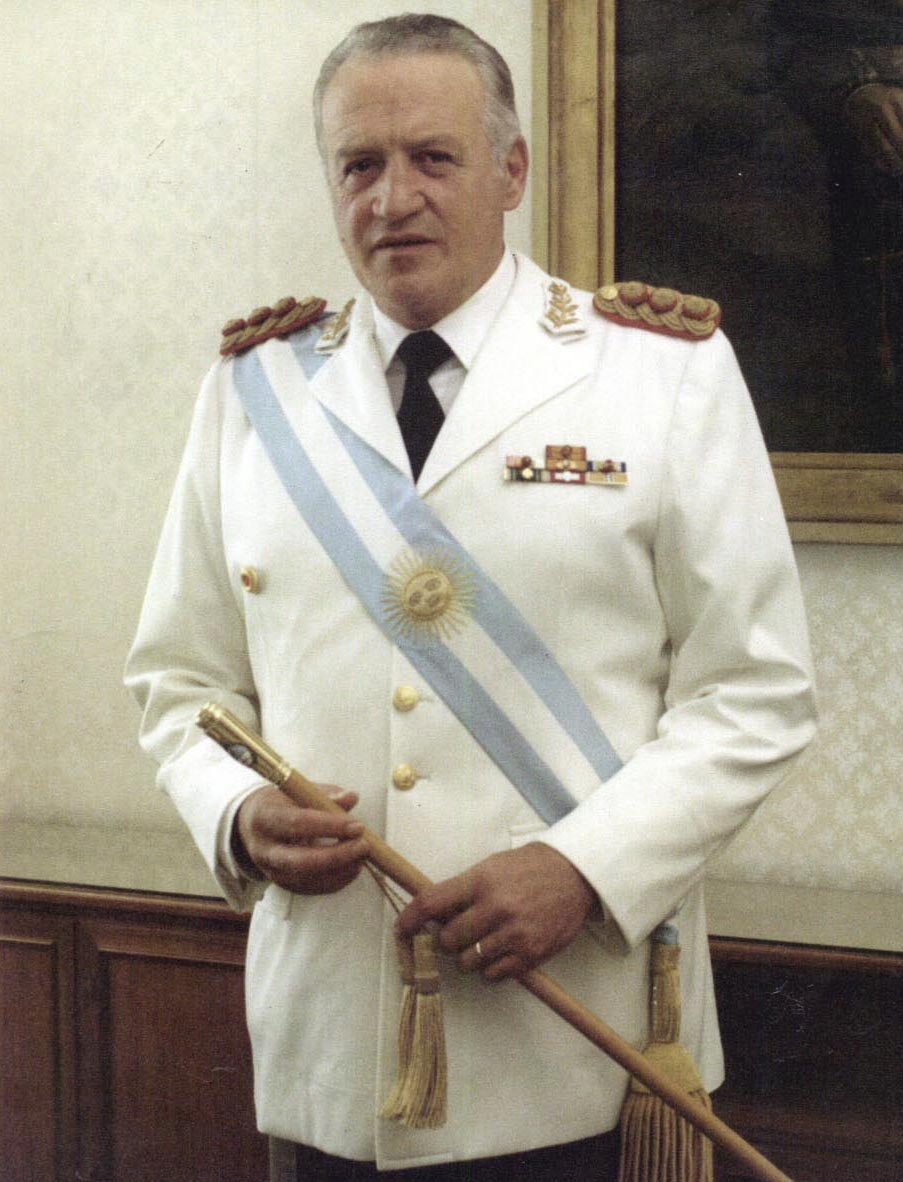
Leopoldo Galtieri (* 1926)

- 1926: Leopoldo Galtieri, argentinischer General, de facto Staatspräsident
- 1927: Rowland Pack, kanadischer Cellist, Organist und Chorleiter
- 1928: Pál Benkő, ungarisch-US-amerikanischer Schach-Großmeister und -komponist
- 1928: Peter-Klaus Budig, deutscher Wissenschaftler und Minister in der DDR
- 1928: Carl Woese, US-amerikanischer Biologe
- 1929: Charles Anthony, US-amerikanischer Opernsänger
- 1929: Francis Bebey, französischer Musiker und Schriftsteller
- 1929: Theo Gallehr, deutscher Hörspielautor, Filmemacher, Journalist, bildender Künstler und Hochschullehrer für Bildende Kunst
- 1930: Jacques Derrida, französischer Philosoph
- 1930: Alberto Michelotti, italienischer Fußballschiedsrichter
- 1930: Stephen Smale, US-amerikanischer Mathematiker
- 1931: Clive Cussler, US-amerikanischer Schriftsteller
- 1933: Julian Bream, britischer Gitarrist

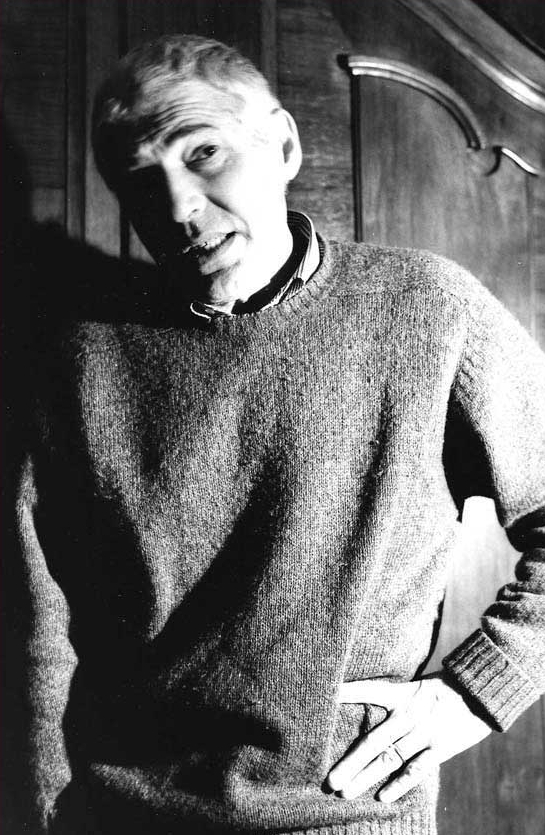
Guido Crepax (* 1933)

- 1933: Guido Crepax, italienischer Comic-Künstler
- 1934: Harrison Birtwistle, britischer Komponist
- 1935: Donn Clendenon, US-amerikanischer Baseballspieler
- 1935: Alex Karras, US-amerikanischer Schauspieler und American-Football-Spieler
- 1935: Ken Kercheval, US-amerikanischer Schauspieler
- 1935: Gerhard Koch, deutscher Automobilrennfahrer
- 1936: Leo Mazakarini, österreichischer Schriftsteller, Verleger und Schauspieler
- 1937: Friedhelm Hengsbach, deutscher Sozialethiker und Hochschullehrer
- 1937: Hartwig Steusloff, deutscher Informatiker und Hochschullehrer
- 1937: Wes Wilson, US-amerikanischer Künstler
- 1937: Robert Wohlleben, deutscher Lyriker und Essayist, Übersetzer und Verleger
- 1938: Enrique Figuerola, kubanischer Leichtathlet
- 1938: Friedrich-Wilhelm Junge, deutscher Schauspieler und Gründer des Theaters Dresdner Brettl (Theaterkahn)

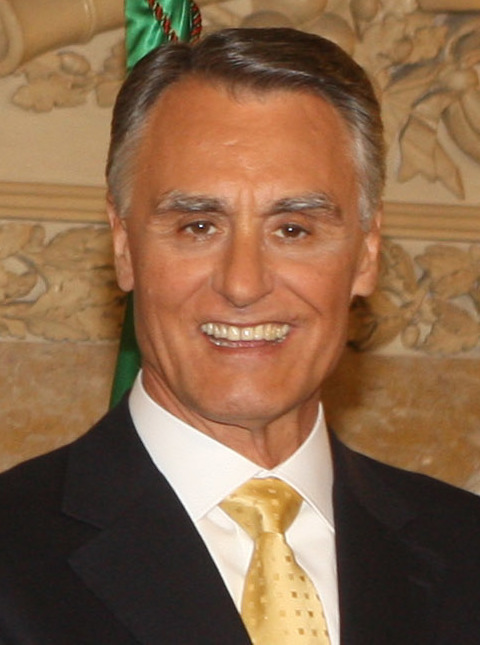
Aníbal Cavaco Silva (* 1939)

- 1939: Aníbal Cavaco Silva, portugiesischer Politiker, Staatspräsident
- 1939: Richard Fehr, Schweizer Stammapostel der Neuapostolischen Kirche
- 1939: Peter Hacker, britischer Philosoph
- 1939: Patrick Wayne, US-amerikanischer Schauspieler
- 1940: Ian Charles Athfield, neuseeländischer Architekt
- 1940: Chris Cord, US-amerikanischer Automobilrennfahrer
- 1941: Anwar Fazal, malaysischer Verbraucherschützer
- 1941: Diethard Finkelmann, deutscher Handballspieler
- 1943: Michael Asher, US-amerikanischer Konzeptkünstler

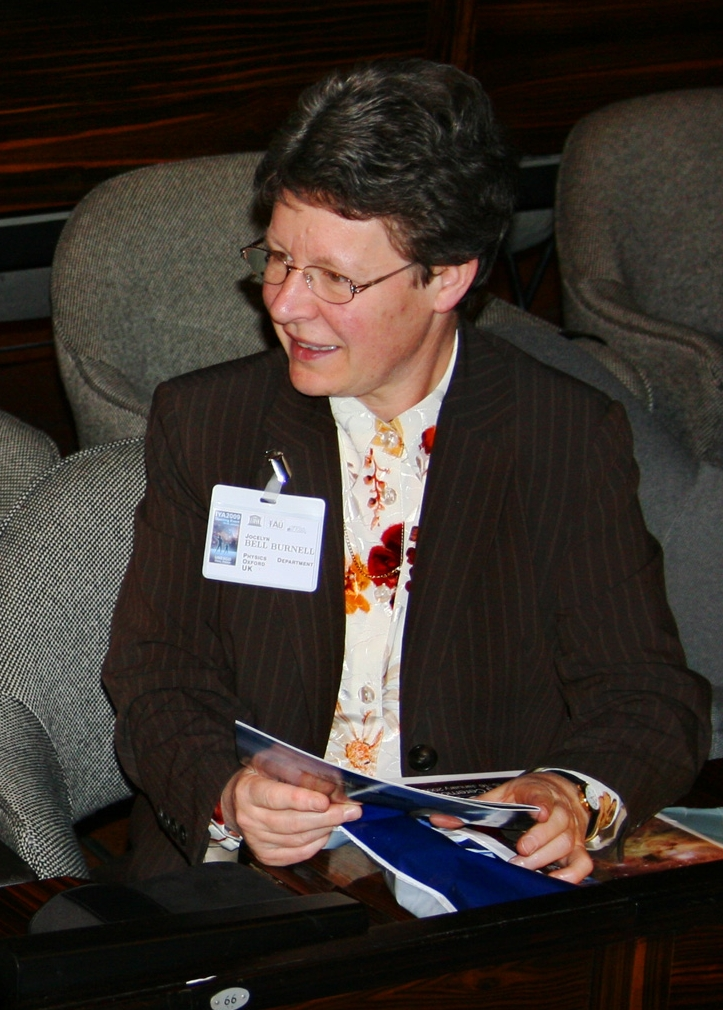
Jocelyn Bell Burnell (* 1943)

- 1943: Jocelyn Bell Burnell, britische Radioastronomin
- 1943: Frank Glaubrecht, deutscher Synchronsprecher und Schauspieler
- 1943: Billy Truax, US-amerikanischer American-Football-Spieler und Geschäftsmann
- 1943: Franz Schuster, deutscher Politiker

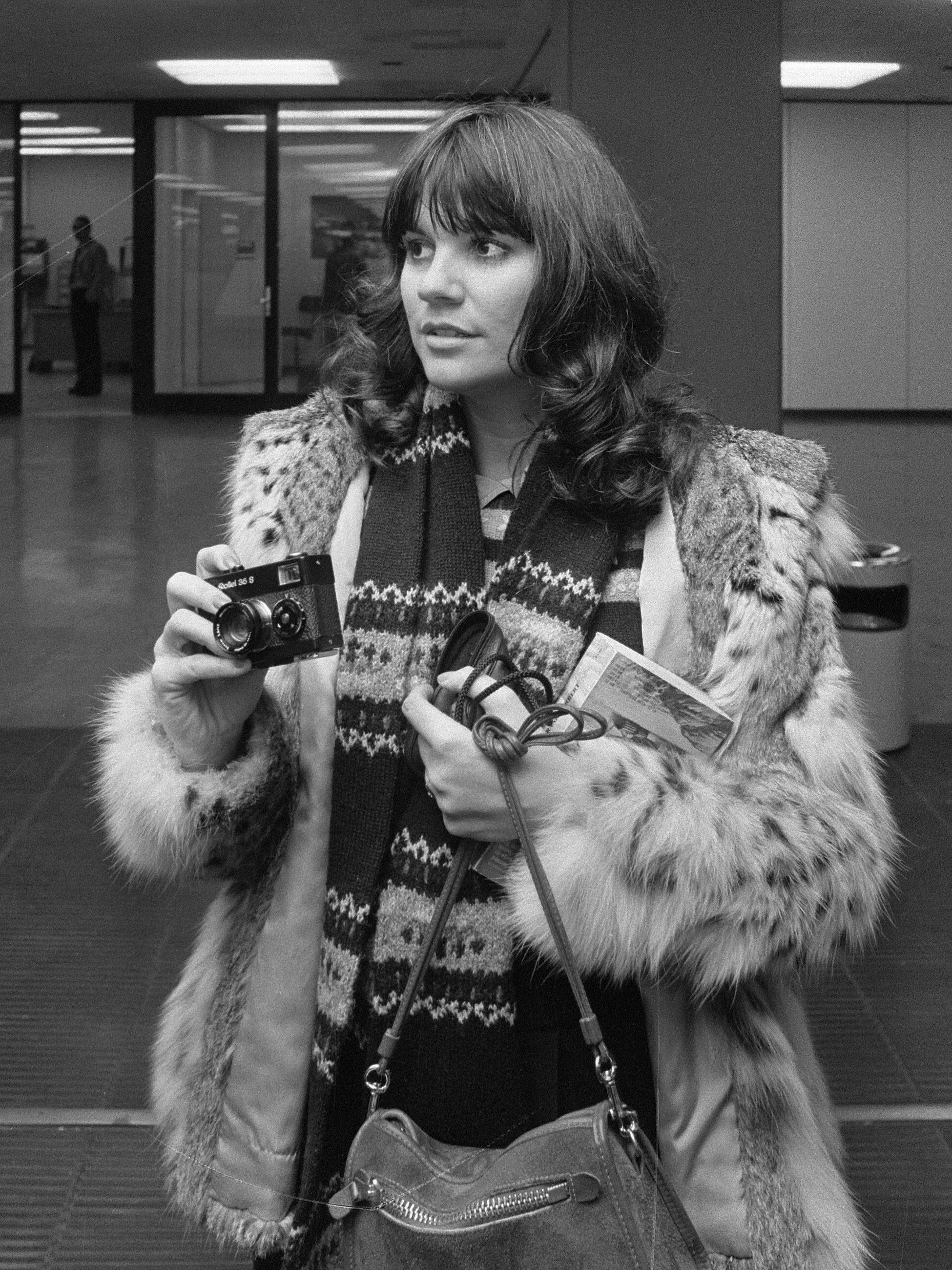
Linda Ronstadt (* 1946)

- 1944: Rosemarie Bauer, österreichische Politikerin
- 1944: Iancu Dumitrescu, rumänischer Komponist
- 1944: Bernd-Lutz Lange, deutscher Autor und Kabarettist
- 1944: Jan-Michael Vincent, US-amerikanischer Schauspieler
- 1944: Klaas de Vries, niederländischer Komponist
- 1945: Jürgen Möllemann, deutscher Politiker, MdB, Bundesminister, Vizekanzler
- 1946: Hassanal Bolkiah, Sultan von Brunei
- 1946: Dieter Herzog, deutscher Fußballspieler
- 1946: Achim Mentzel, deutscher Musiker
- 1946: Mangala Narlikar, indische Mathematikerin

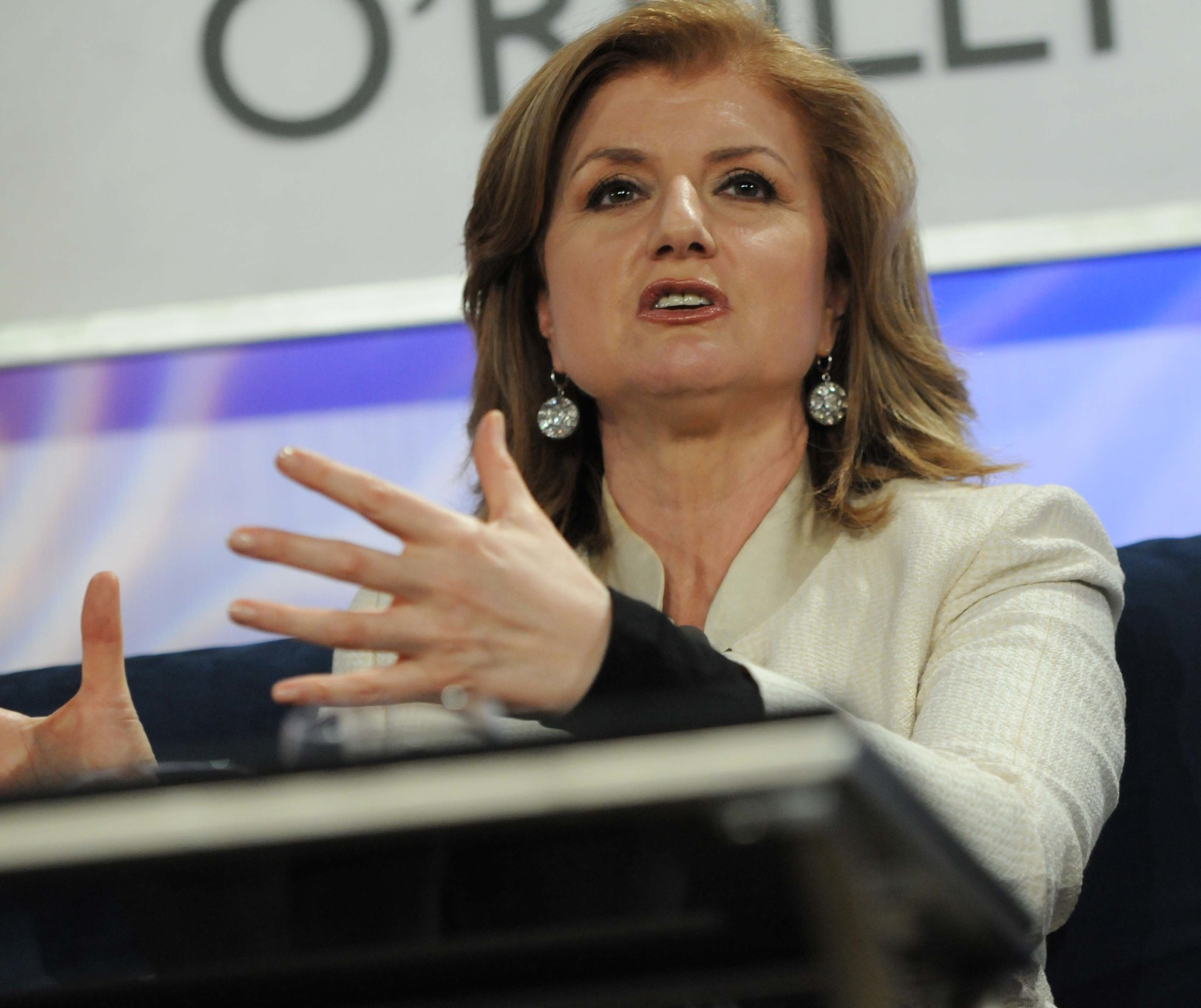
Arriana Huffington (* 1950)

- 1946: Linda Ronstadt, US-amerikanische Sängerin und Songwriterin
- 1947: Peter Banks, britischer Rockgitarrist
- 1947: Lydia Davis, US-amerikanische Schriftstellerin und Übersetzerin
- 1947: Dieter Geerlings, Weihbischof im Bistum Münster
- 1947: Peter Michael Hamel, deutscher Komponist
- 1948: Richard Franklin, australischer Filmregisseur
- 1949: Muhammad bin Raschid Al Maktum, Emir von Dubai
- 1949: Christel Augenstein, deutsche Politikerin
- 1949: Carl Bildt, schwedischer Politiker, Premierminister
- 1949: Trevor Horn, britischer Musiker und Musikproduzent
- 1949: Heinrich Peuckmann, deutscher Schriftsteller
- 1949: Michael Schmitz, deutscher Agrarökonom
- 1950: Lam Akol, sudanesischer Politiker
- 1950: Regine Heintze, deutsche Schauspielerin und Regisseurin
- 1950: Arianna Huffington, US-amerikanische Sachbuchautorin und Journalistin griechischer Herkunft

#### 1951–1975
- 1951: Ernest Charles Arnason, kanadischer Eishockeyspieler
- 1951: Jesse Ventura, US-amerikanischer Wrestler und Politiker, Gouverneur von Minnesota

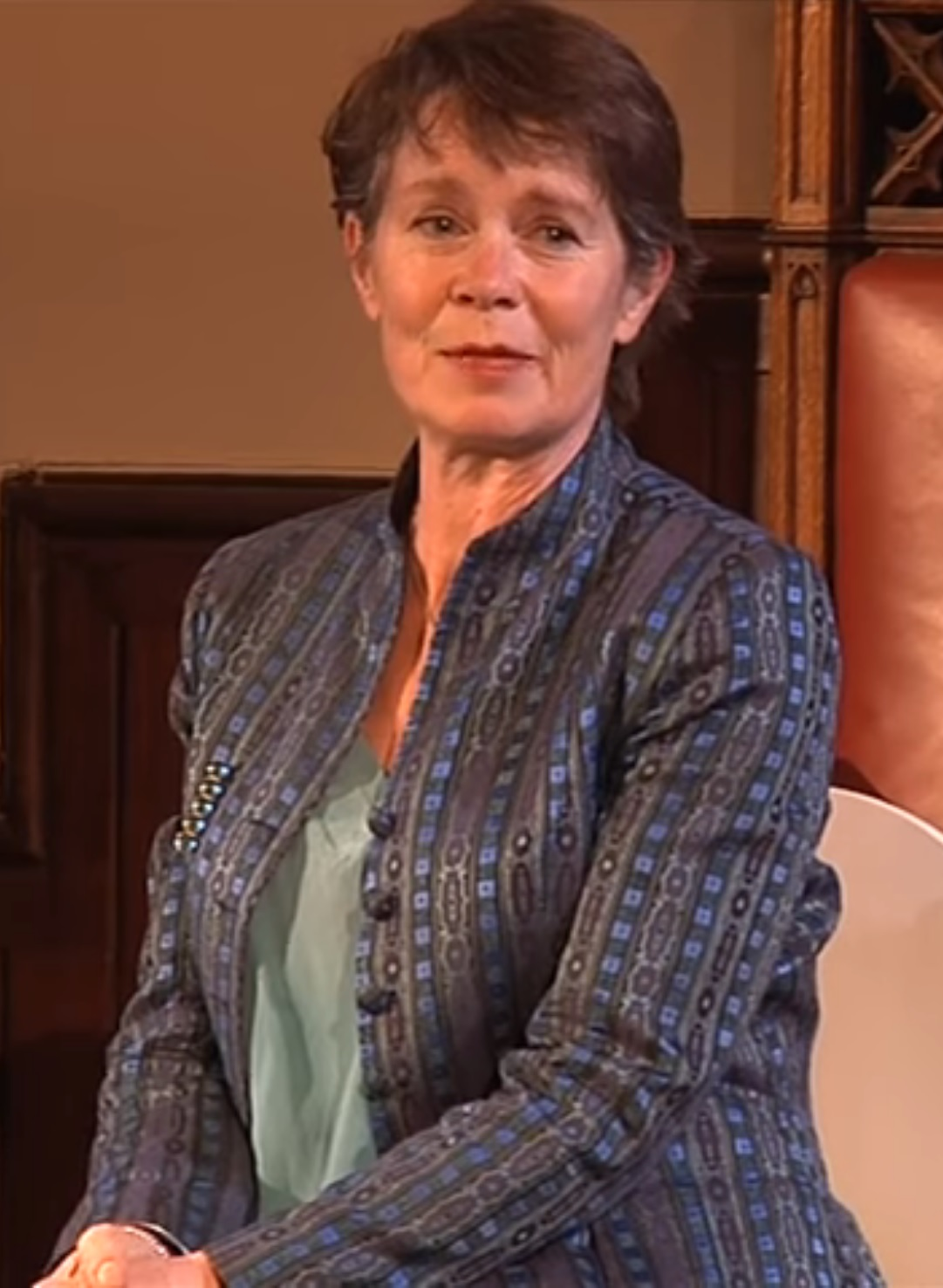
Celia Imrie (* 1952)

- 1952: Celia Imrie, britische Schauspielerin
- 1952: Włodzimierz Kiniorski, polnischer Komponist, Jazz-Saxophonist und Multiinstrumentalist
- 1952: Preben Krab, dänischer Ruderer
- 1952: Terry O’Quinn, US-amerikanischer Schauspieler
- 1952: Marky Ramone, US-amerikanischer Rockmusiker
- 1953: Jean-Bertrand Aristide, haitianischer Priester und Staatspräsident
- 1953: Neda Arnerić, serbische Schauspielerin
- 1954: Maria Lea Pedini Angelini, san-marinesische Politikerin
- 1954: Mario Kempes, argentinischer Fußballspieler und -trainer
- 1955: Pål Thowsen, norwegischer Jazzmusiker
- 1956: Ian Curtis, britischer Sänger
- 1956: Joe Satriani, US-amerikanischer Rockgitarrist
- 1956: Wayne Taylor, südafrikanischer Automobilrennfahrer
- 1957ː Cecile Richards, US-amerikanische Frauenrechtlerin

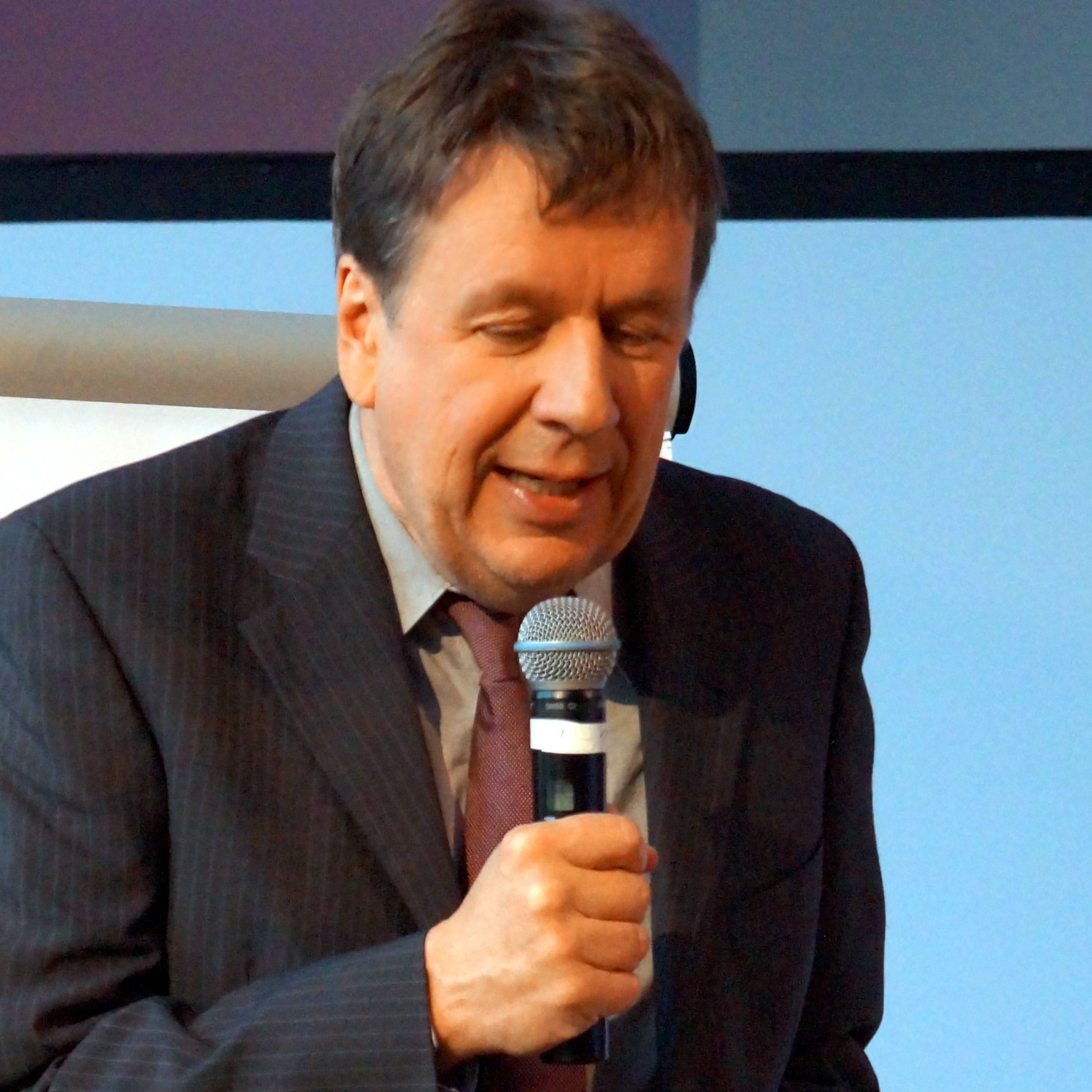
Jörg Kachelmann (* 1958)

- 1958: Jörg Kachelmann, Schweizer Meteorologe und Fernsehmoderator
- 1958: Peter Torberg, deutscher Lektor und Übersetzer
- 1959: Michael Boddenberg, deutscher Kommunalpolitiker
- 1960: Annichen Kringstad, schwedische Orientierungsläuferin
- 1960: Dennis Storhøi, norwegischer Film- und Theaterschauspieler
- 1961: Christoph Matschie, deutscher Politiker
- 1961: Forest Whitaker, US-amerikanischer Schauspieler, Produzent und Regisseur
- 1961: Jean-Christophe Grangé, französischer Schriftsteller
- 1962: Jens Bullerjahn, deutscher Politiker

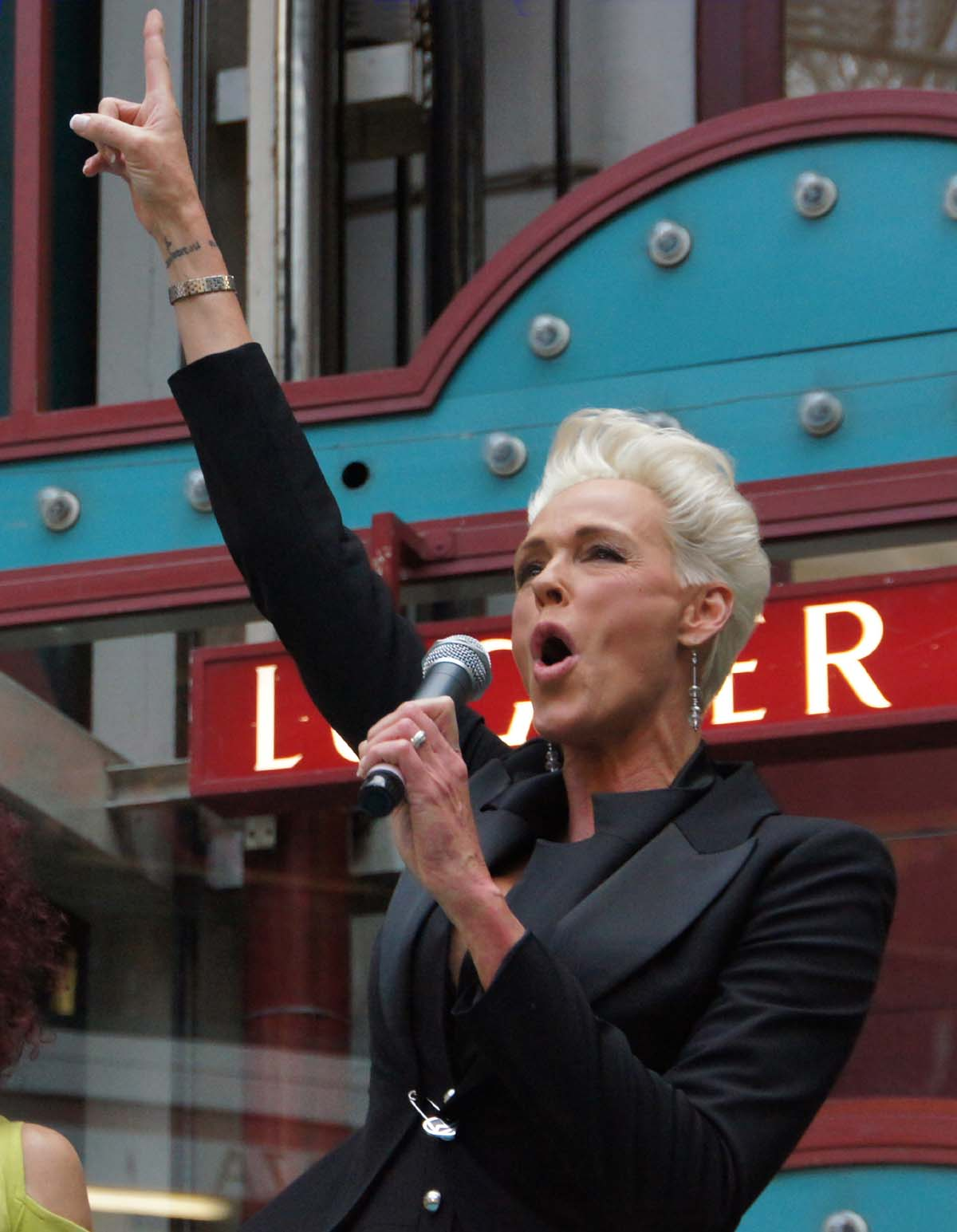
Brigitte Nielsen (* 1963)

- 1963: Brigitte Nielsen, dänische Schauspielerin
- 1963: Monika Forstinger, österreichische Politikerin
- 1964: Rodrigo Amado, portugiesischer Jazz- und Improvisationsmusiker, Musikproduzent, Fotograf und Autor
- 1964: Holger Becker, deutscher Politiker, Unternehmer und Physiker
- 1964: John Brzenk, US-amerikanischer Armwrestler
- 1964: Johann Hinrich Claussen, deutscher Theologe und Autor
- 1964: Tobias Delius, britischer Jazzmusiker
- 1964: Harald Giebels, deutscher Politiker und Rechtsanwalt
- 1964: Galyn Görg, US-amerikanische Tänzerin und Schauspielerin
- 1964: Alain Guiraudie, französischer Filmregisseur, Drehbuchautor und Filmschauspieler
- 1964: Shari Headley, US-amerikanische Schauspielerin
- 1964: Matthias Paul, deutscher Regisseur und Schauspieler
- 1964: Christoph Pietz, deutscher Leichtathlet
- 1964: Ruth Schweikert, Schweizer Schriftstellerin
- 1964: Alexander Arkadjewitsch Tutschkin, russisch-belarussischer Handballspieler
- 1964: Albert Wouters, belgischer Fußballspieler
- 1966: Jason Bonham, britischer Schlagzeuger

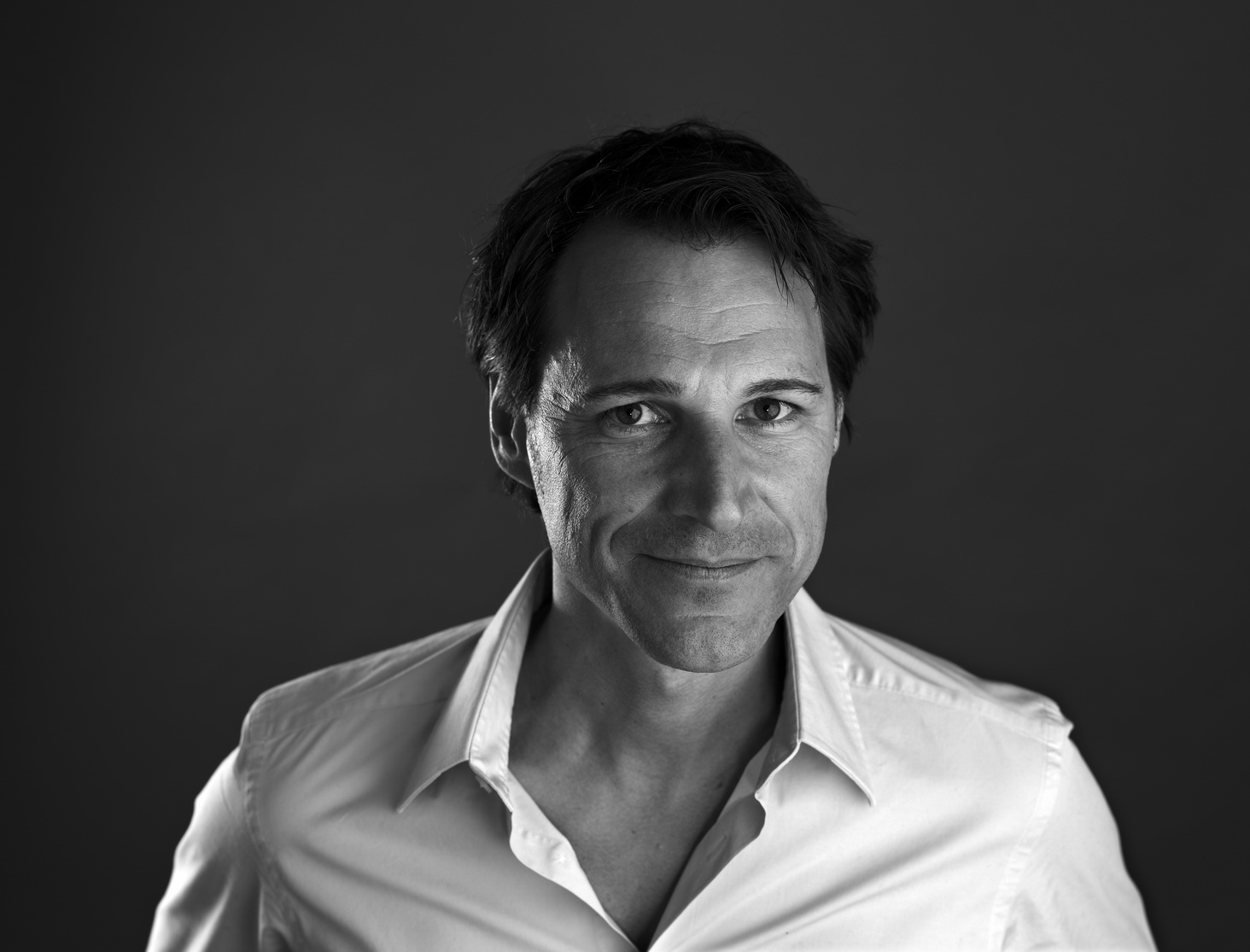
Rolf Dobelli (* 1966)

- 1966: Rolf Dobelli, Schweizer Schriftsteller und Unternehmer
- 1966: Irène Jacob, französische Filmschauspielerin
- 1966: Michael Panse, deutscher Politiker
- 1968: Birgit Roth, deutsche Dozentin und Politikerin
- 1968: Stan Kirsch, US-amerikanischer Schauspieler
- 1970: İlhan Atasoy, deutsch-türkischer Kabarettist, Satiriker und Vortragskünstler
- 1970: İlknur Boyraz, deutsch-türkische Schauspielerin
- 1970: Christina Finger, deutsche Schauspielerin
- 1970: Steffen Quasebarth, deutscher Fernsehmoderator
- 1972: Tonia Maria Zindel, Schweizer Schauspielerin
- 1973: Brian Austin Green, US-amerikanischer Schauspieler
- 1973: Buju Banton, jamaikanischer Ragga-Sänger
- 1973: Swetlana Timoschinina, russische Wasserspringerin
- 1975: Daniel Andrada Jiménez, spanischer Sportkletterer

#### 1976–2000
- 1976: Marco Di Vaio, italienischer Fußballspieler
- 1976: Jim Jones, US-amerikanischer Rapper

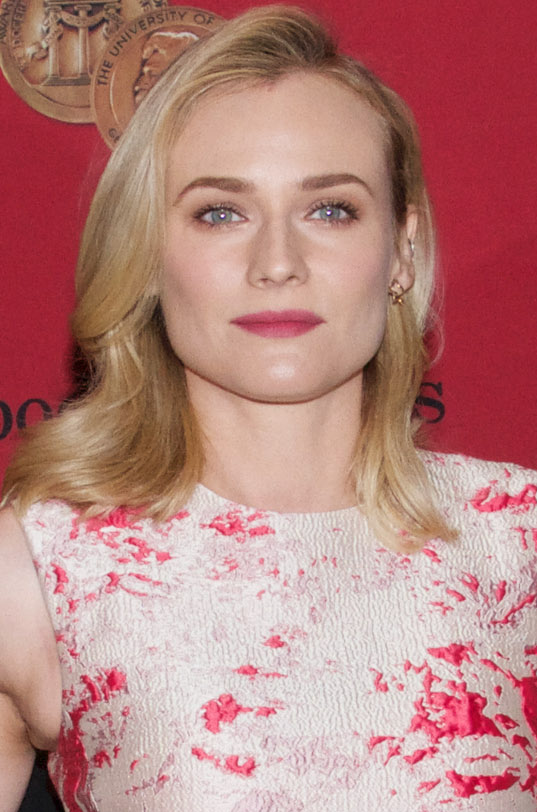
Diane Kruger (* 1976)

- 1976: Diane Kruger, deutsche Schauspielerin
- 1976: Sebastian Weber, deutscher Schauspieler
- 1977: Galina Wladimirowna Lichatschowa, russische Eisschnellläuferin
- 1977: Lana Parrilla, US-amerikanische Schauspielerin
- 1978: Stephan Schreck, deutscher Radrennfahrer
- 1979: Laura Benanti, US-amerikanische Schauspielerin
- 1979: Alexander Frei, Schweizer Fußballspieler und -funktionär
- 1979: René Springer, deutscher Politiker
- 1980: Jordi Benet, andorranischer Fußballspieler
- 1980: Jonathan Cheechoo, kanadischer Eishockeyspieler
- 1981: Alou Diarra, französischer Fußballspieler
- 1981: Davide Massa, italienischer Fußballschiedsrichter
- 1981: Gabriel Raab, deutscher Schauspieler

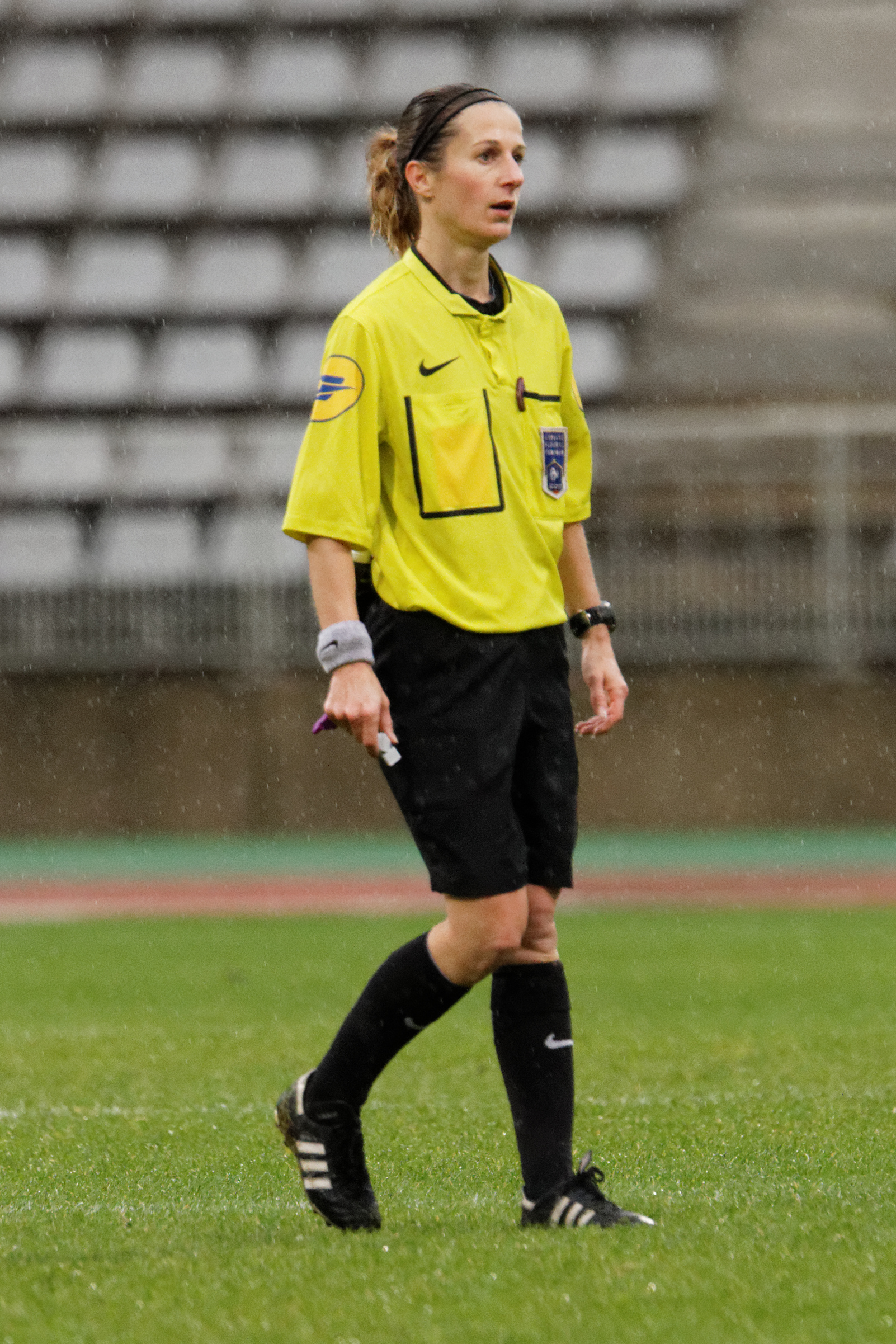
Élodie Coppola (* 1983)

- 1981: Nick Sirianni, US-amerikanischer American-Football-Trainer
- 1982: Lena Dörrie, deutsche Schauspielerin und Sprecherin
- 1982: Juri Paschtschinski, russischer Billardspieler
- 1982: Sinan Sofuoğlu, türkischer Motorradrennfahrer
- 1982: Jasmin Tawil, deutsche Schauspielerin
- 1983: Élodie Coppola, französische Fußballschiedsrichterassistentin
- 1983: Olga Borissowna Graf, russische Eisschnellläuferin
- 1984: Linn Jørum Sulland, norwegische Handballspielerin
- 1984: Veronika Velez-Zuzulová, slowakische Skirennläuferin
- 1985: Chris Oliver, US-amerikanischer Basketballspieler
- 1985: Sif Atladóttir, isländische Fußballspielerin
- 1986: David Ángel Abraham, argentinischer Fußballspieler
- 1986: Tina Bachmann, deutsche Biathletin
- 1986: Cynthia Uwak, nigerianische Fußballspielerin

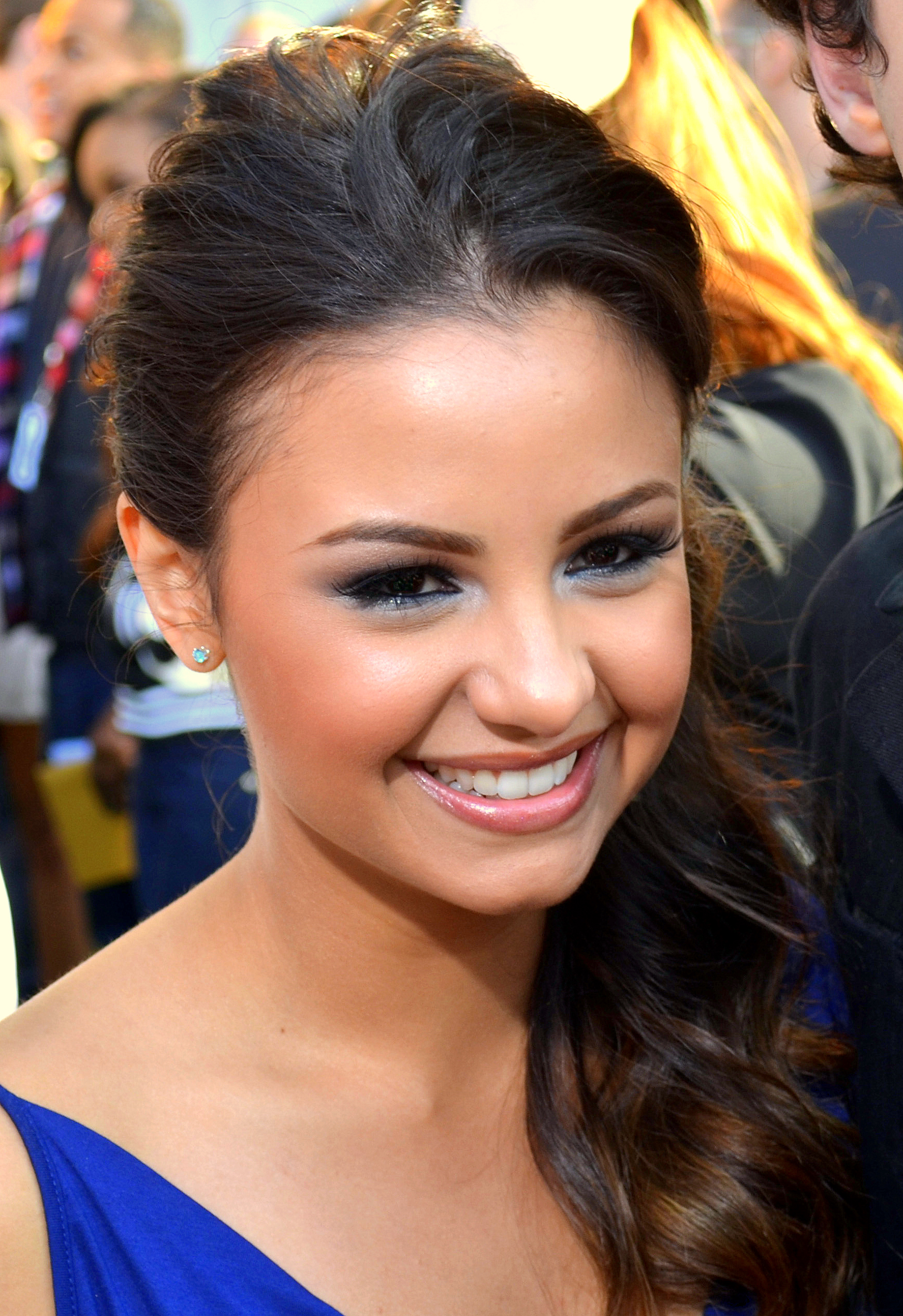
Aimee Carrero (* 1988)

- 1988: Aimee Carrero, dominikanisch-US-amerikanische Schauspielerin
- 1988: Shkëlzen Gashi, albanisch-schweizerischer Fußballspieler
- 1989: Alissa Michailowna Kleibanowa, russische Tennisspielerin
- 1990: Alexander Calvert, kanadischer Schauspieler
- 1990: Damian Lillard, US-amerikanischer Basketballspieler
- 1991: Sebastian Andersson, schwedischer Fußballspieler
- 1991: Danilo, brasilianischer Fußballspieler
- 1991: Cornelius Maas, deutscher Handballspieler
- 1991: Derrick Favors, US-amerikanischer Basketballspieler
- 1992: Steffen Bartscher, deutscher Biathlet
- 1992: Cha In-ha, südkoreanischer Schauspieler und Popsänger († 2019)
- 1992: Alexander Fröschl, österreichischer Fußballspieler
- 1992: Hector Hurst, britischer Automobilrennfahrer
- 1992: Romina Kuffner, deutsche Fußballspielerin
- 1992: Koharu Kusumi, japanische Musikerin
- 1992: Wayde van Niekerk, südafrikanischer Leichtathlet
- 1992: Matej Poplatnik, slowenischer Fußballspieler
- 1992: Porter Robinson, US-amerikanischer Musikproduzent
- 1992: Tobias Harris, US-amerikanischer Basketballspieler
- 1993: Ömer Arslan, türkischer Fußballspieler
- 1993: Håvard Nielsen, norwegischer Fußballspieler
- 1996: Carole Bissig, Schweizer Skirennläuferin
- 1996: Vivianne Miedema, niederländische Fußballspielerin
- 1997: Jil Teichmann, Schweizer Tennisspielerin
- 1999: Tommaso Pobega, italienischer Fußballspieler
- 1999: Johannes Scheidweiler, deutscher Schauspieler
- 2000: Paulinho, brasilianischer Fußballspieler
- 2000: Vivien Sczesny, deutsche Schauspielerin

### 21. Jahrhundert
- 2002: Bijoy Garg, US-amerikanischer Automobilrennfahrer
- 2002: Samed Onur, türkisch-deutscher Fußballspieler
- 2003: Benno Dietze, deutscher Fußballspieler
- 2004: Lorenzo Fellon, französischer Motorradrennfahrer

## Gestorben

### Vor dem 15. Jahrhundert
- 0756: Yang Guifei, Konkubine des chinesischen Kaisers Xuanzongs
- 0842: Saga, japanischer Kaiser
- 0967: Boleslav I., böhmischer Herzog

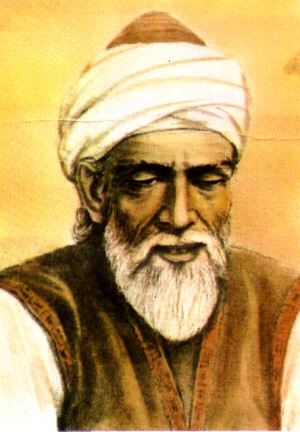
Abu l-Wafa († 998)

- 0998: Abu l-Wafa al Busdjani, persischer Mathematiker und Astronom
- 1015: Wladimir I., Fürst von Kiew
- 1066: Ansverus, Benediktinermönch und Heiliger
- 1117: Anselm von Laon, Theologe und Frühscholastiker
- 1120: Egino, deutscher Benediktinerabt im Kloster St. Ulrich und Afra
- 1190: Martin von Meißen, Bischof von Meißen
- 1212: Johann I., Erzbischof und Kurfürst von Trier
- 1249: Heinrich von Hohenlohe, Hochmeister des Deutschen Ordens
- 1262: Richard de Clare, 5. Earl of Gloucester, englischer Adeliger
- 1274: Bonaventura, italienischer Kirchenlehrer

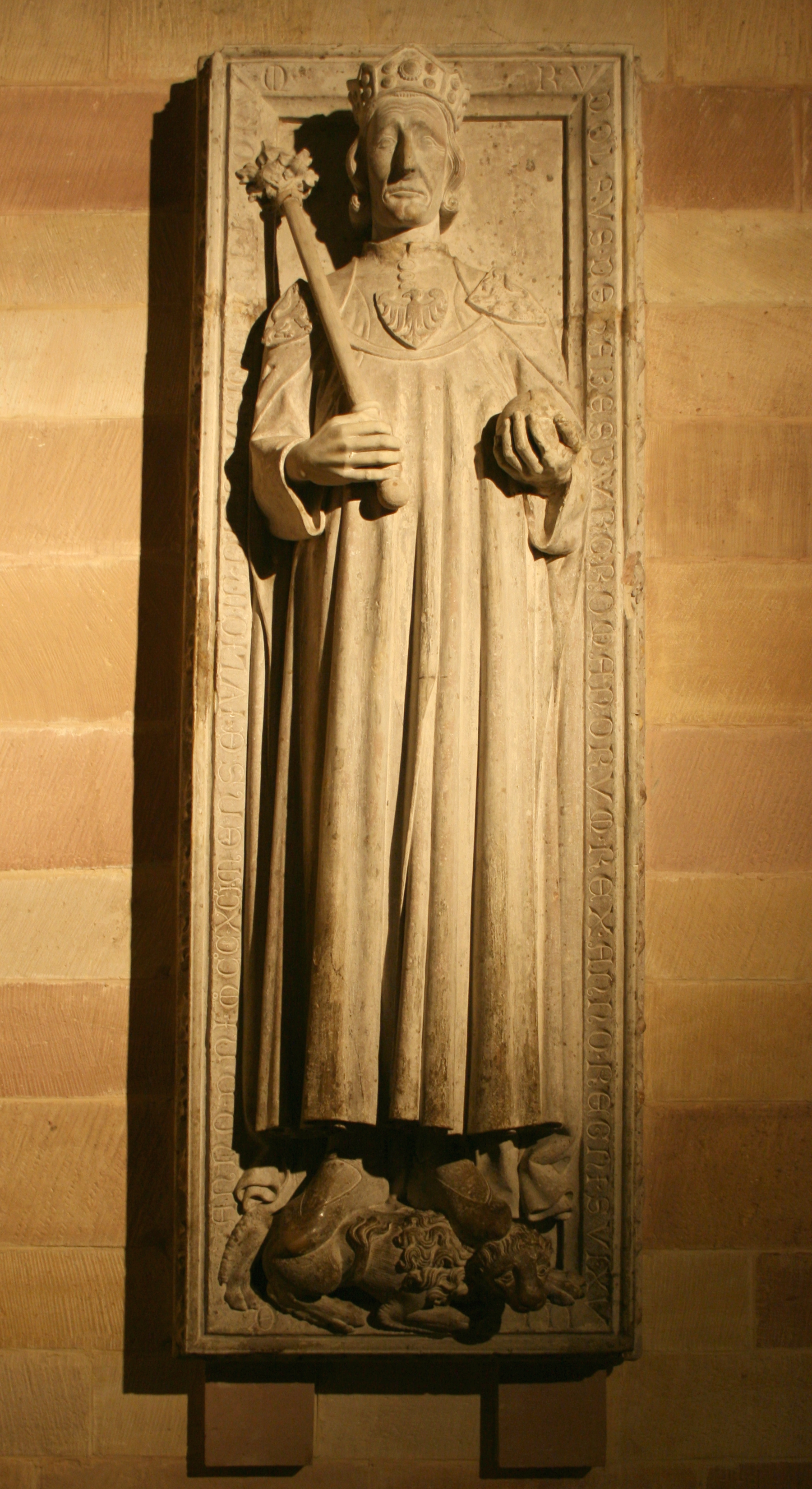
Grabplatte Rudolfs von Habsburg († 1291)

- 1291: Rudolf von Habsburg, römisch-deutscher König
- 1356: Heinrich III., Bischof von Lavant
- 1363: Heinrich II. von Neuhaus, böhmischer Adeliger
- 1381: John Ball, englischer Priester und Revolutionär
- 1391: Louis III. de Châtillon, Graf von Dunois und Herr vom Romorantin
- 1391: Gérard de Montaigu der Ältere, Berater und Sekretär des französischen Königs Karl V.
- 1397: Katharina von Henneberg, Markgräfin von Meißen

### 15. bis 17. Jahrhundert
- 1406: Wilhelm von Habsburg, österreichischer Herzog

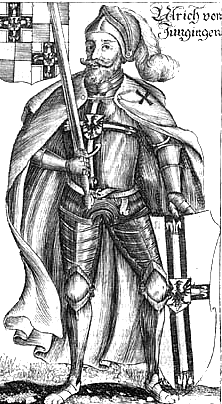
Ulrich von Jungingen († 1410)

- 1410: Ulrich von Jungingen, Hochmeister des Deutschen Ordens
- 1410: Kuno von Lichtenstein, Großkomtur des Deutschen Ordens
- 1410: Friedrich von Wallenrode, Komtur und oberster Marschall des Deutschen Ordens
- 1411: Jean Petit, französischer Jurist und Theologe
- 1417: Willem Eggert, niederländischer Graf von Purmerend, oberster Schatzmeister und Statthalter von Holland
- 1445: Joan Beaufort, schottische Königin
- 1458: Bernhard II., Markgraf von Baden
- 1470: Alexander Gordon, 1. Earl of Huntly, schottischer Peer
- 1472: Balthasar, Herzog von Sagan und Söldnerführer
- 1480: Johann III., Mitregent in der Grafschaft Nassau-Weilburg
- 1502: Vincenz Lang, deutscher Humanist und Dichter
- 1553: Franz von Waldeck, Bischof von Minden, Osnabrück und Münster
- 1556: Johann Stoltz, deutscher lutherischer Theologe, Philosoph und Reformator

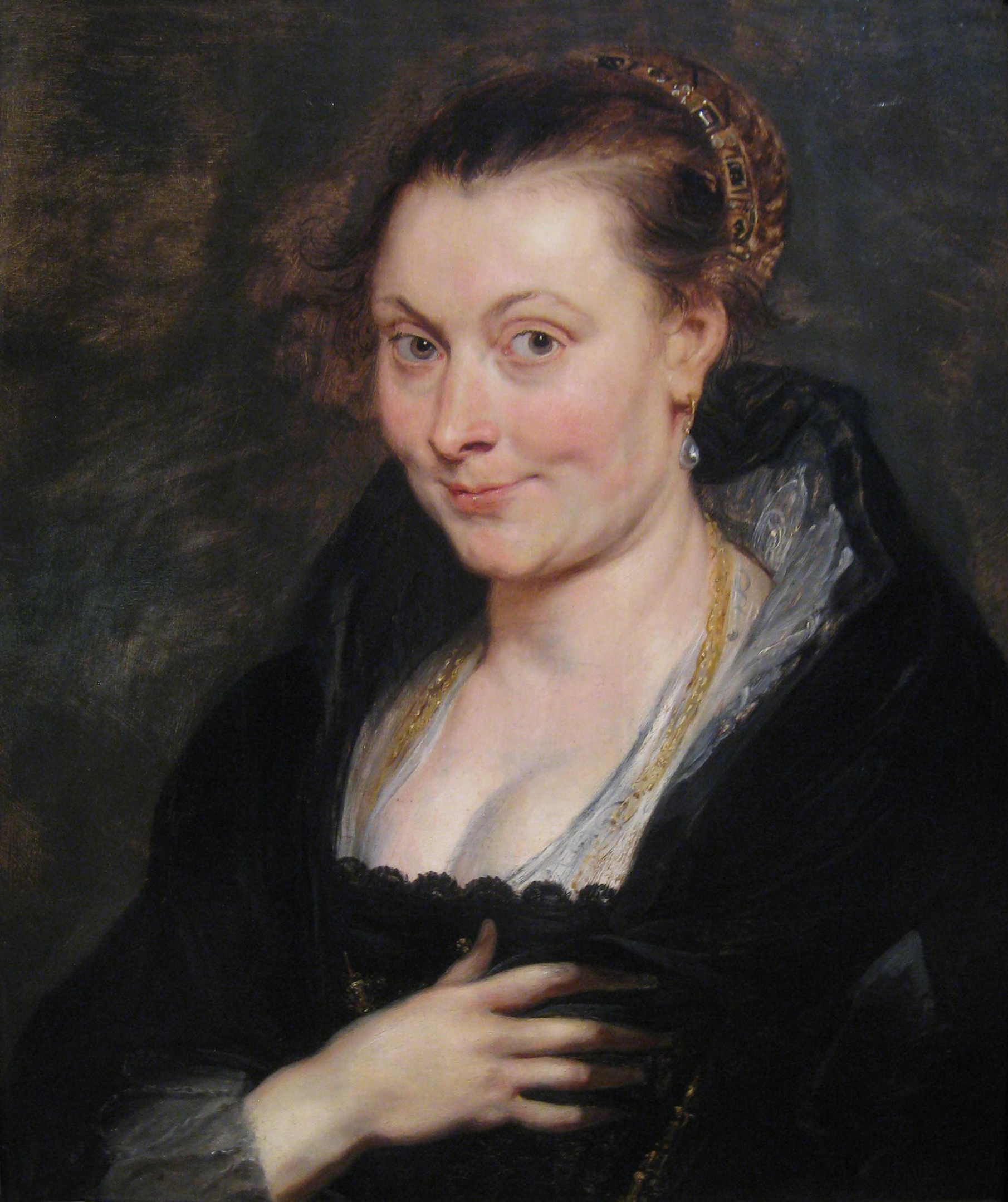
Isabella Brant († 1626)

- 1570: Nicolaus Gallus, deutscher evangelisch-lutherischer Theologe
- 1575: Eleonora d’Este, Adelige aus dem Herzogtum Ferrara
- 1579: Simão Rodrigues, portugiesischer Jesuit
- 1586: Ludwig Lavater, Schweizer reformierter Theologe, Antistes der Zürcher Kirche
- 1588: Georg Israel, mährischer Prediger
- 1609: Annibale Carracci, italienischer Maler
- 1616: Andreas Libavius, deutscher Universalgelehrter und Alchemist
- 1621: Albrecht VII. von Habsburg, Regent der Spanischen Niederlande
- 1626: Isabella Brant, erste Ehefrau und Modell von Peter Paul Rubens
- 1635: Luke Fox, englischer Entdecker
- 1640: Åke Tott, schwedischer Feldherr und Politiker
- 1641: Arnoldus Buchelius, niederländischer Humanist
- 1656: Marco Aurelio Severino, italienischer Anatom und Chirurg
- 1660: Johann Kasimir von Anhalt-Dessau, deutscher Fürst
- 1664: Heinrich Wolrad, Graf von Waldeck-Eisenberg
- 1673: Hélène Fourment, zweite Ehefrau und Modell von Peter Paul Rubens
- 1675: Polykarp von Kuenburg, Bischof von Gurk
- 1681: Adrian Wilhelm von Viermund, Freiherr zu Neersen, deutscher General und Diplomat
- 1685: James Scott, 1. Duke of Monmouth, unehelicher Sohn von Karl II. von England
- 1695: Yeremia Tschelebi Kömürdjian, armenischer Dichter, Drucker, Historiker, Pädagoge, Musiker, Miniaturist und Übersetzer

### 18. Jahrhundert

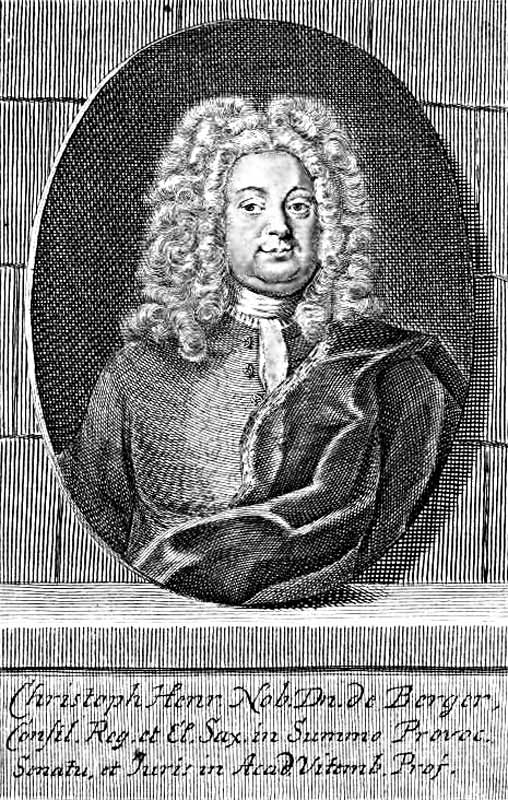
Christoph Heinrich von Berger († 1737)

- 1711: John Holles, 1. Duke of Newcastle, englischer Peer und Politiker
- 1712: Johann Carl Landeck, deutscher Uhrmacher und Instrumentenbauer
- 1715: Maria Clara von Berg-s’-Heerenberg, niederländische Erbin sowie Fürstin und Regentin von Hohenzollern-Sigmaringen
- 1716: Gaetano Veneziano, italienischer Komponist und Kapellmeister
- 1732: Woodes Rogers, britischer Freibeuter und Gouverneur der Bahamas, Vorlage für Robinson Crusoe

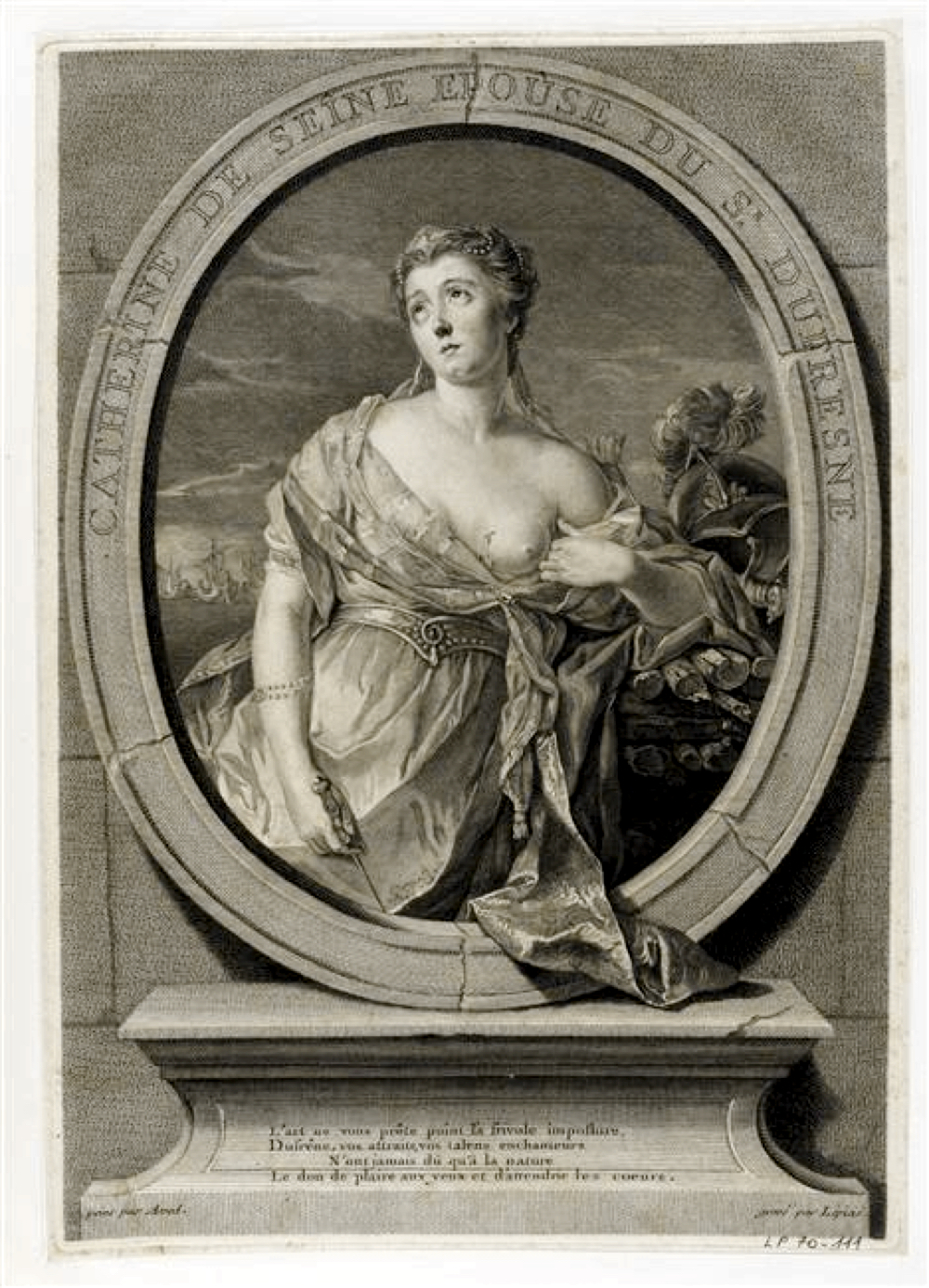
Catherine-Jeanne Dupré († 1767)

- 1737: Christoph Heinrich von Berger, deutscher Jurist
- 1749: Johann Michael Funcke, Erfurter Buchdrucker und Verleger
- 1758: Ambrosius Stub, dänischer Dichter
- 1764: Rahel Louise von Hoym, Großgrundbesitzerin im Kurfürstentum Sachsen
- 1765: Charles André van Loo, französischer Maler
- 1767: Catherine-Jeanne Dupré, französische Schauspielerin
- 1776: Franco Pauw, Bürgermeister von Delft und Leiter der Niederländischen Ostindien-Kompagnie
- 1777: Antonio Calegari, italienischer Bildhauer
- 1782: Isaak Iselin, Schweizer Geschichtsphilosoph
- 1798: Gaetano Pugnani, italienischer Violinist und Komponist

### 19. Jahrhundert
- 1802: Louis-Marie Stanislas Fréron, französischer Politiker
- 1810: Jean-Baptiste Rey, französischer Komponist, Dirigent und Operndirektor
- 1813: Gottlieb Bertrand, deutscher Autor

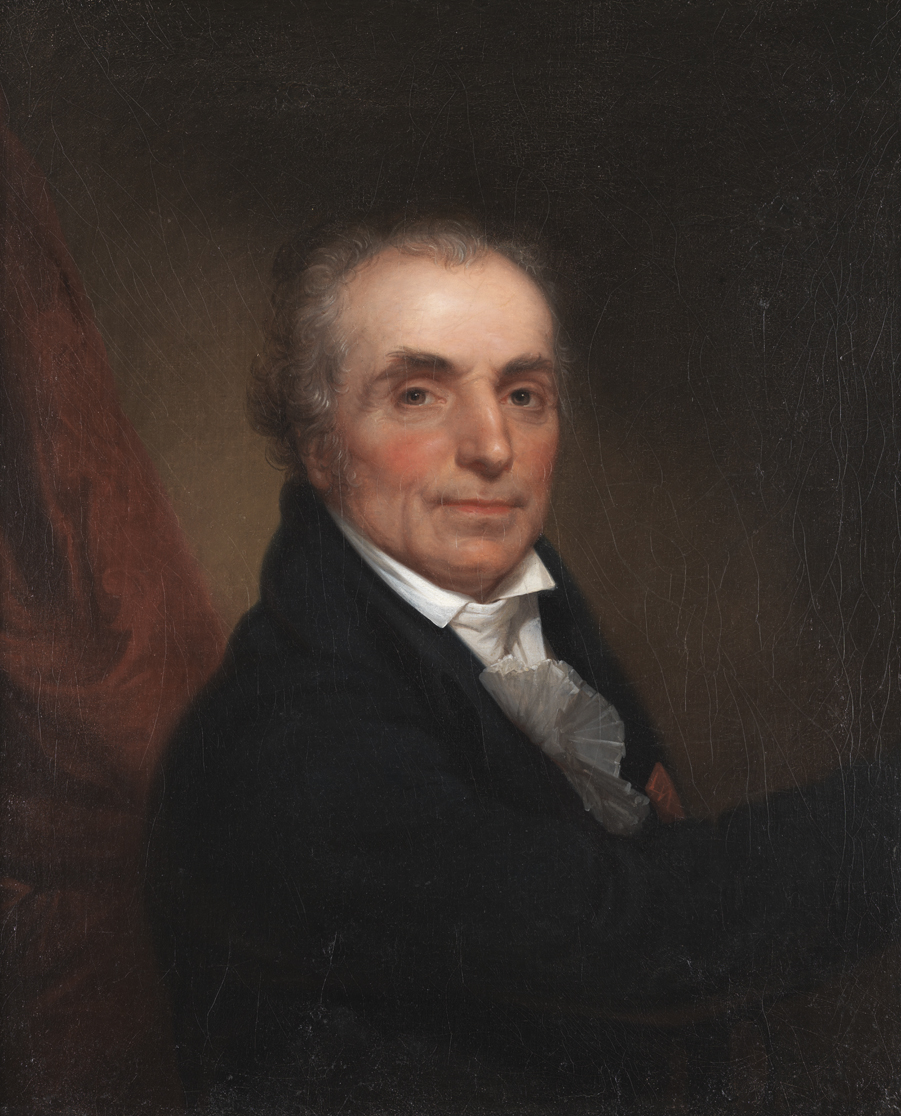
Jean-Antoine Houdon († 1828)

- 1828: Jean-Antoine Houdon, französischer Bildhauer
- 1830: Gottlob Heinrich von Lindenau, deutscher Adliger, königlich-sächsischer Kammerherr
- 1844: Claude Fauriel, französischer Historiker und Romanist
- 1850: Teraura, tahitianische Siedlerin auf Pitcairn
- 1853: Johann Jakob Hürlimann, Schweizer Unternehmer und Politiker
- 1853: Wilhelm von Kobell, deutscher Maler
- 1857: Carl Czerny, österreichischer Pianist und Klavierpädagoge
- 1858: Alexander Andrejewitsch Iwanow, russischer Maler
- 1861: Adam Jerzy Czartoryski, polnischer Politiker
- 1867: Rudolph Melchior, deutsch-US-amerikanischer Kunsthandwerker
- 1868: William Thomas Green Morton, US-amerikanischer Arzt, Wegbereiter der Anästhesie
- 1868: Gustav Friedrich Waagen, deutscher Kunsthistoriker
- 1873: Gustav Rose, deutscher Mineraloge
- 1876: Aleksander Fredro, polnischer Dramatiker
- 1879: Johann Friedrich von Brandt deutscher Naturforscher und Zoologe
- 1880: Adolphe Bauty, Schweizer evangelischer Geistlicher und Politiker
- 1881: Friedrich Schey von Koromla, österreichischer Bankier, Großhändler, Großgrundbesitzer und Mäzen
- 1885: Rosalía de Castro, spanische Dichterin
- 1889: Edmund Abesser, deutscher Musikpädagoge, Komponist und Pianist
- 1890: Gottfried Keller, Schweizer Schriftsteller und Dichter

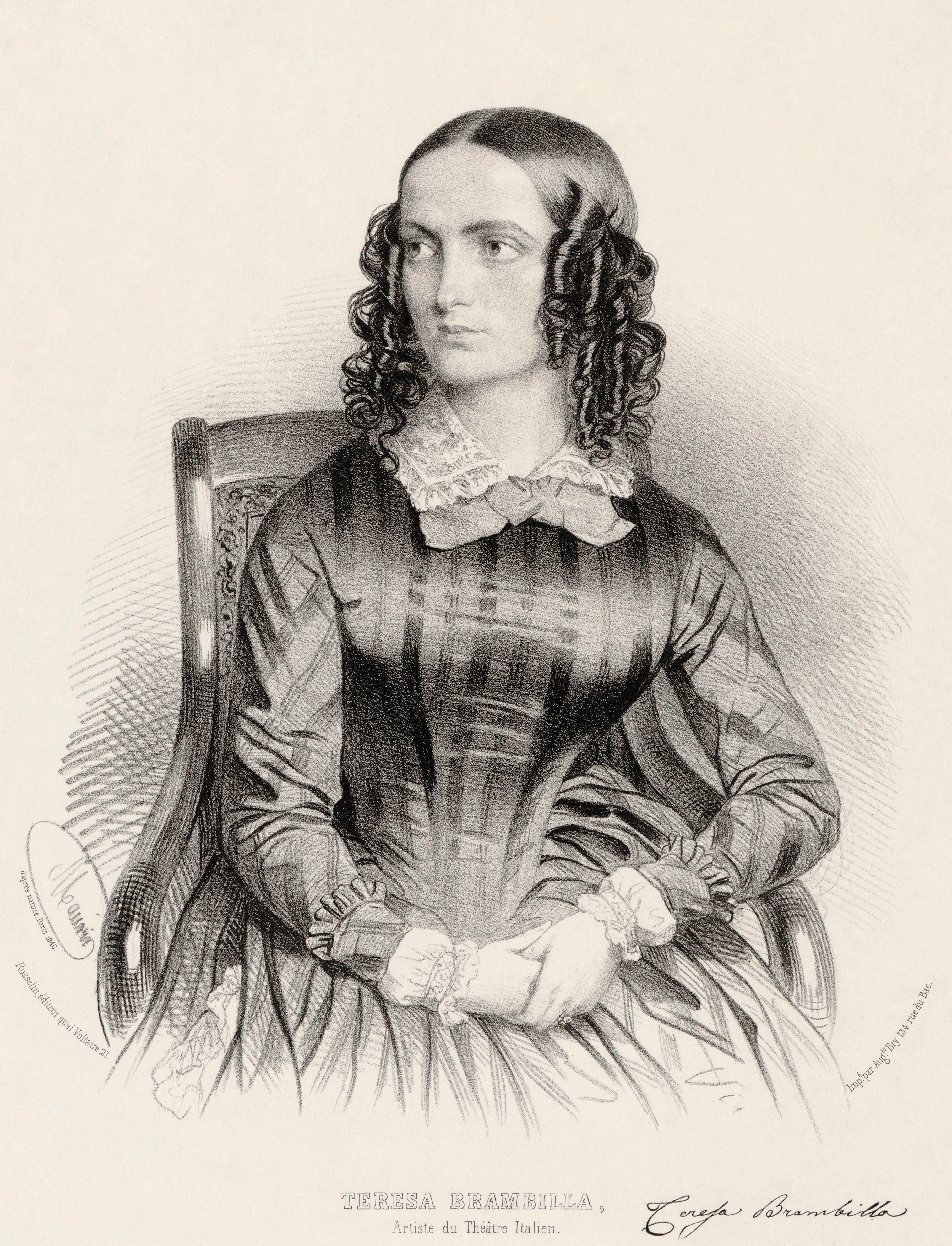
Teresa Brambilla († 1895)

- 1895ː Teresa Brambilla, italienische Sopranistin
- 1897: William Preyer, englischer Physiologe

### 20. Jahrhundert

#### 1901–1950

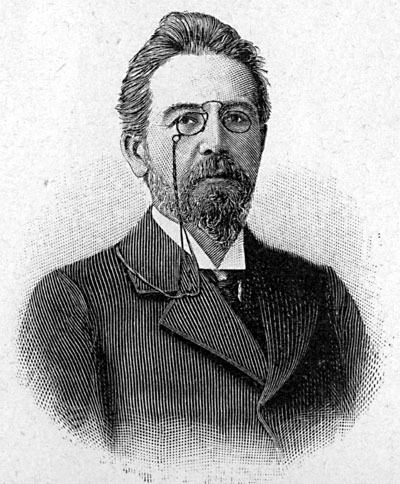
Anton Tschechow († 1904)

- 1904: Anton Pawlowitsch Tschechow, russischer Schriftsteller, Novellist und Dramatiker (Drei Schwestern, Die Möwe, Der Kirschgarten)
- 1905: Eduard Leonhardi, deutscher Landschaftsmaler
- 1906: William Painter, US-amerikanischer Erfinder (Kronkorken)

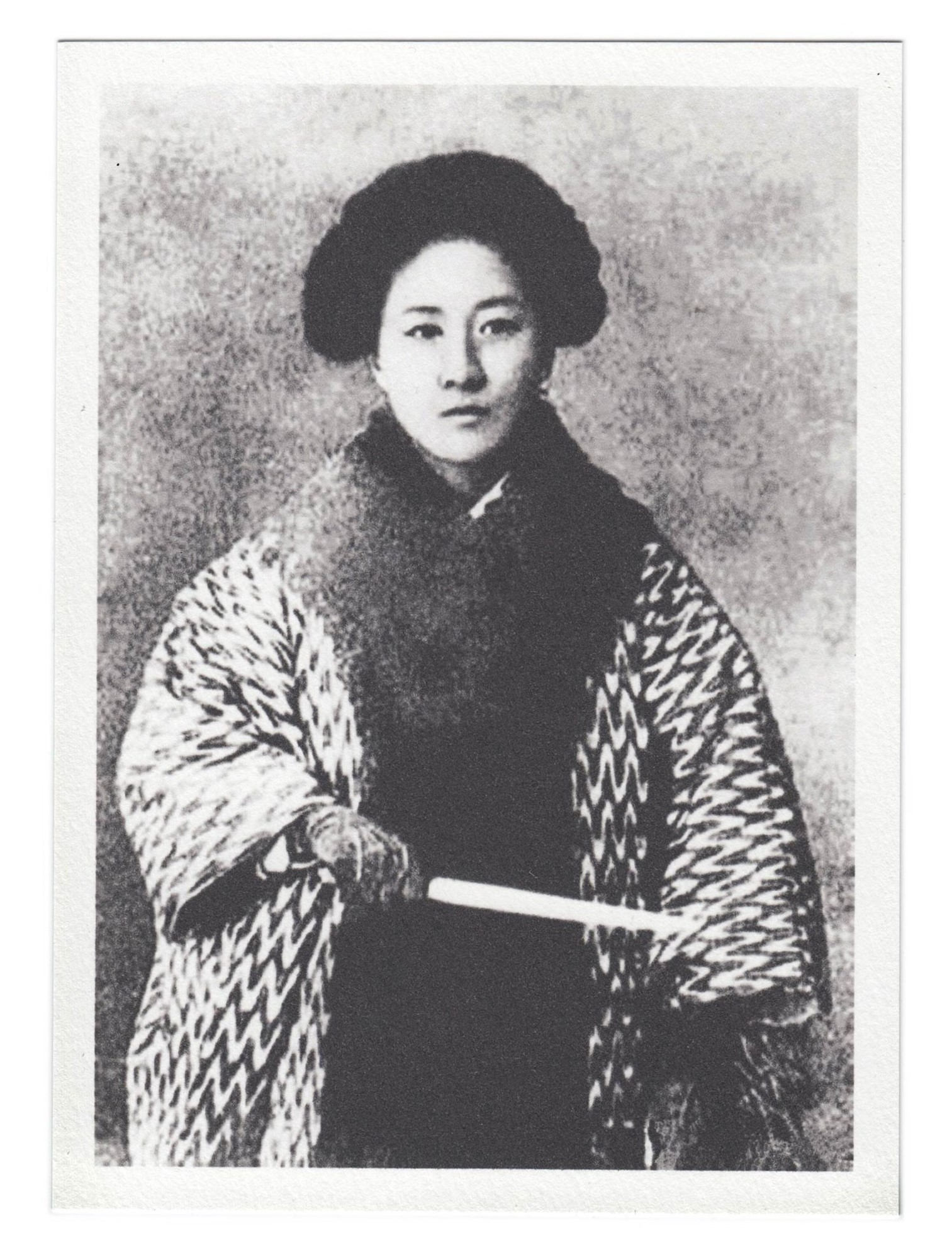
Qiū Jǐn († 1907)

- 1907: Qiu Jin, chinesische Revolutionärin, Feministin und Autorin
- 1913: Johann Jakob Hauser, Schweizer Landwirt, Journalist und Agrarpolitiker
- 1915: Jakob Person, deutscher Leichtathlet
- 1915: Joseph Thyssen, deutscher Industrieller
- 1916: Ilja Iljitsch Metschnikow, ukrainischer Zoologe, Anatom und Bakteriologe

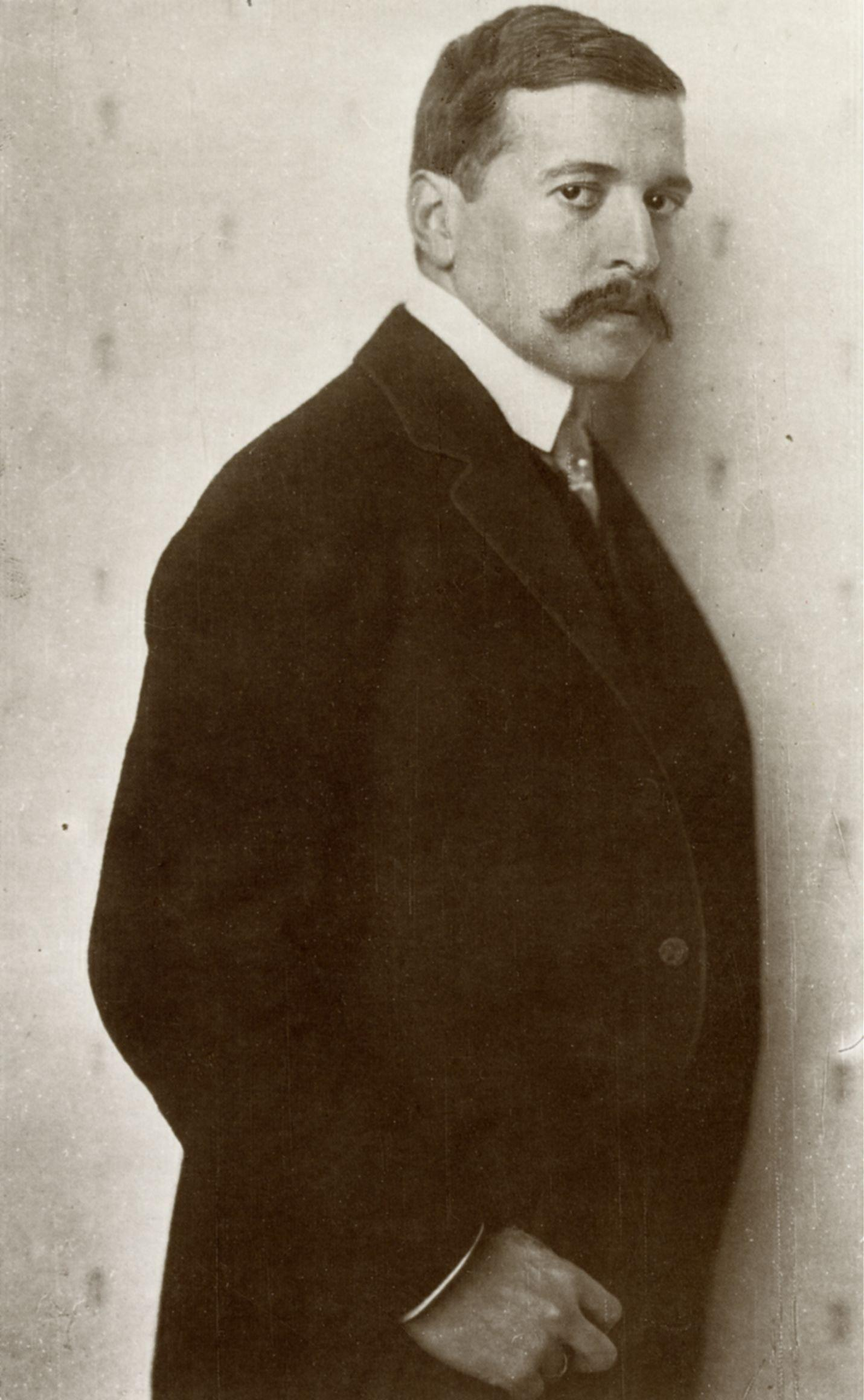
Hugo von Hofmannsthal († 1929)

- 1919: Emil Fischer, deutscher Chemiker, Nobelpreisträger, gilt als Begründer der klassischen organischen Chemie
- 1922: Biagio Nazzaro, italienischer Automobil- und Motorradrennfahrer
- 1924: Rudolf Rieck, deutscher Fabrikant und Politiker
- 1925ː Mary Cholmondeley, britische Schriftstellerin
- 1926: Francisco Bertrand, Präsident von Honduras
- 1927: Constance Markiewicz, irische Freiheitskämpferin, Ministerin
- 1928: Čeněk Junek, tschechoslowakischer Bankier und Automobilrennfahrer
- 1929: Hugo von Hofmannsthal, österreichischer Schriftsteller, Dramatiker, Lyriker (Wiener Moderne), Mitbegründer der Salzburger Festspiele
- 1930: Leopold Auer, ungarischer Violinist, Violinpädagoge, Dirigent und Komponist
- 1932: Robert Jecker, deutscher Motorradrennfahrer
- 1933: Freddie Keppard, US-amerikanischer Kornettist
- 1934: Antonina Leonardowna Rschewskaja, russische bzw. sowjetische Malerin
- 1934: Arie van der Pluym, niederländischer Motorradrennfahrer
- 1936: Charles Binet, französischer römisch-katholischer Theologe, Erzbischof von Besançon, Kardinal
- 1938: Robert Wiene, deutscher Filmregisseur
- 1939: Eugen Bleuler, Schweizer Psychiater
- 1941: Max Kretzer, deutscher Schriftsteller
- 1941: Walter Ruttmann, deutscher Filmregisseur
- 1942: Roberto María Ortiz, argentinischer Politiker, Minister, Staatspräsident
- 1944: Gian Ferdinando Tomaselli, italienischer Bahnradsportler, Motorrad- und Automobilrennfahrer sowie Konstrukteur
- 1946: Wen Yiduo, chinesischer Dichter
- 1947: Gertrud Jungnickel, deutsche Porträtmalerin
- 1948: John Pershing, US-amerikanischer Soldat und General
- 1950: Rudolf Arnold, deutscher Politiker und Widerstandskämpfer

#### 1951–2000

Ernest Bloch († 1959)

- 1951: Rudolf Winderlich, deutscher Chemielehrer, Chemiedidaktiker und Chemiehistoriker
- 1953: John Christie, britischer Serienmörder
- 1953: Erik Nölting, deutscher Politiker, MdL, Landesminister, MdB
- 1954: Sadriddin Ainij, tadschikischer Poet und Schriftsteller
- 1957: James M. Cox, US-amerikanischer Politiker, Präsidentschaftskandidat, Gouverneur des Bundesstaates Ohio
- 1957: Willy de Vos, niederländischer Fußballspieler
- 1957: William Dassonville, amerikanischer Fotograf

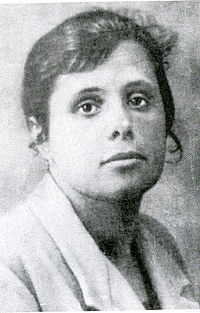
Nina Karlowna Bari († 1961)

- 1958: Giuseppe Armellini, italienischer Astronom
- 1959: Ernest Bloch, schweizerisch-US-amerikanischer Komponist
- 1959: Agostino Gemelli, italienischer Priester und Mediziner
- 1960: Clemens Schmalstich, deutscher Komponist und Dirigent
- 1961: Nina Karlowna Bari, russische Mathematikerin
- 1961: John Edward Brownlee, kanadischer Politiker
- 1962: Edwin Arthur Kraft, US-amerikanischer Organist und Komponist
- 1963: John Strachey, britischer Politiker und sozialistischer Ideologe
- 1964: Rudolf Amon, österreichischer Zoologe und Jagdwissenschaftler
- 1964: Paul Maas, deutscher Altphilologe
- 1968: Franz Fuchs, österreichischer Politiker und Landtagsabgeordneter
- 1969: Peter van Eyck, deutscher Schauspieler

Eric Berne († 1970)

- 1970: Eric Berne, kanadischer Arzt und Psychiater
- 1971: Petra Schelm, deutsche Terroristin (RAF)
- 1974: Christine Chubbuck, US-amerikanische Nachrichtensprecherin
- 1974: Erik Charell, deutscher Regisseur und Schauspieler
- 1975: Tiny Feather, US-amerikanischer American-Football-Spieler
- 1976: Paul Gallico, US-amerikanischer Autor
- 1976: Eva Schulze-Knabe, deutsche Malerin, Widerstandskämpferin gegen den Nationalsozialismus
- 1977: Konstantin Alexandrowitsch Fedin, russischer Schriftsteller und Schauspieler
- 1978: Jenő Konrád, ungarischer Fußballspieler und -trainer
- 1979: Georges Darrieus, französischer Ingenieur
- 1979: Gustavo Díaz Ordaz, mexikanischer Politiker, Staatspräsident
- 1980: Henri Martelli, französischer Komponist

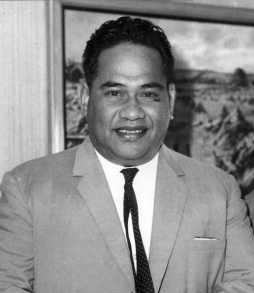
Hammer DeRoburt († 1992)

- 1980: Ben Selvin, US-amerikanischer Bandleader
- 1982: Otto von Rohr, deutscher Opernsänger (Bass)
- 1984: Magdalena Montezuma, deutsche Schauspielerin
- 1987: Pete King, britischer Musiker
- 1989: Dieter Augustin, deutscher Schauspieler
- 1989: Josef Bauer, deutscher Politiker, MdB
- 1990: Otto Frei, Schweizer Journalist und Schriftsteller
- 1990: Margaret Lockwood, britische Filmschauspielerin
- 1990: Christian Rubi, Schweizer Lehrer, Heimatforscher und Volkskundler

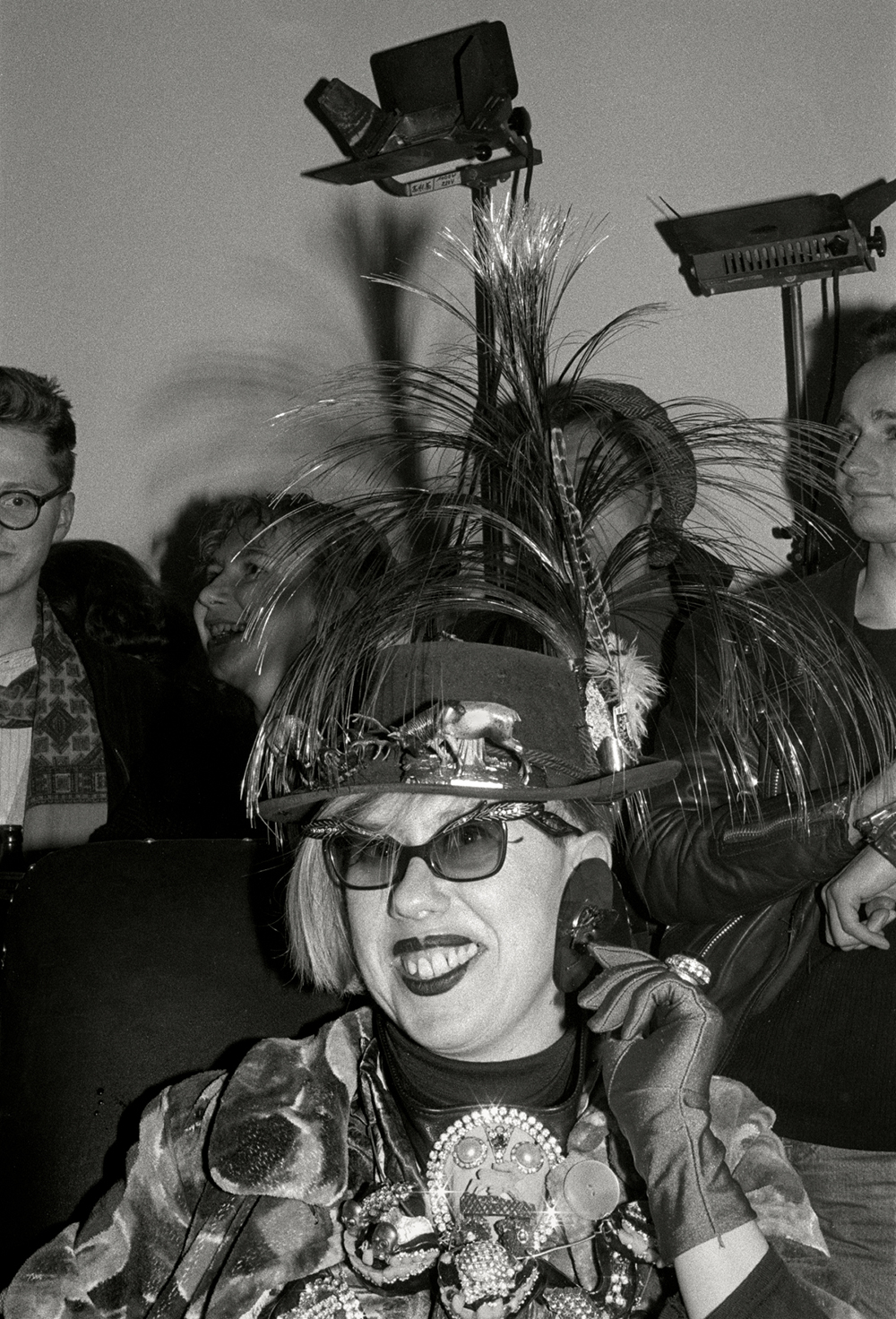
Rabe Perplexum († 1996)

- 1992: Hammer DeRoburt, Gründungspräsident der Republik Nauru
- 1992: Çingiz Mustafayev, aserbaidschanischer Journalist
- 1995: Robert Coffy, französischer katholischer Erzbischof von Marseille und Kardinal
- 1996: Erwin Fischer, deutscher Jurist
- 1996: Rabe Perplexum, deutsche Malerin und Performance-Künstlerin
- 1997: Gianni Versace, italienischer Designer und Modeschöpfer
- 1999: Erich Deisler, deutscher Tischtennisspieler
- 1999: Horacio Podestá, argentinischer Ruderer
- 2000: Paul Bühlmann, Schweizer Volksschauspieler
- 2000: Juan Filloy, argentinischer Schriftsteller

### 21. Jahrhundert
- 2001: Marie-Brigitte Gauthier-Chaufour, französische Komponistin
- 2003: Alfred Preißler, deutscher Fußballspieler
- 2003: Roberto Bolaño, chilenischer Schriftsteller
- 2003: Tex Schramm, US-amerikanischer American-Football-Spieler
- 2004: Charles Sweeney, US-amerikanischer General
- 2007: Siegfried Funk, deutscher Sportfunktionär
- 2007: Otto Häuser, deutscher Schriftsteller
- 2008: Peter Ala Adjetey, ghanaischer Jurist, Hochschullehrer und Politiker
- 2008: Gionata Mingozzi, italienischer Fußballspieler
- 2009: Julius Shulman, US-amerikanischer Architekturfotograf
- 2009: Isa Vermehren, deutsche Kabarettistin, Filmschauspielerin und Ordensschwester
- 2010: Ute Georgi, deutsche Politikerin

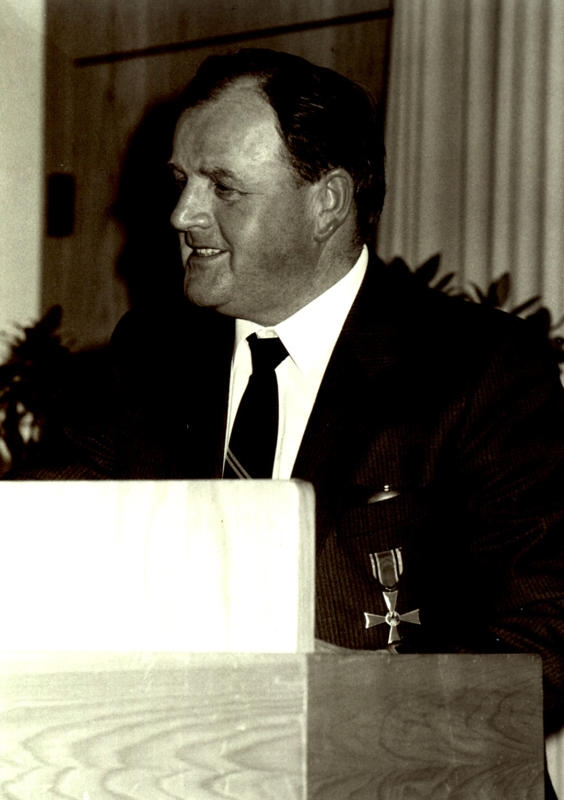
Friedrich Wilhelm Schnitzler († 2011)

- 2011: Friedrich Wilhelm Schnitzler, deutscher Landwirt, Politiker, Manager und Unternehmer
- 2012: Konrad Feiereis, deutscher römisch-katholischer Priester und Theologe
- 2012: Celeste Holm, US-amerikanische Schauspielerin
- 2013: Hans Feddersen, namibischer Journalist
- 2014: Peter Grzan, deutscher Künstler
- 2014: Rudi Rauer, deutscher Handballspieler
- 2015: Hans Barlach, deutscher Unternehmer
- 2015: Mario Sereni, italienischer Opernsänger
- 2016: Qandeel Baloch, pakistanisches Model und Sängerin
- 2016: Janez Bernik, slowenischer Maler und Grafiker

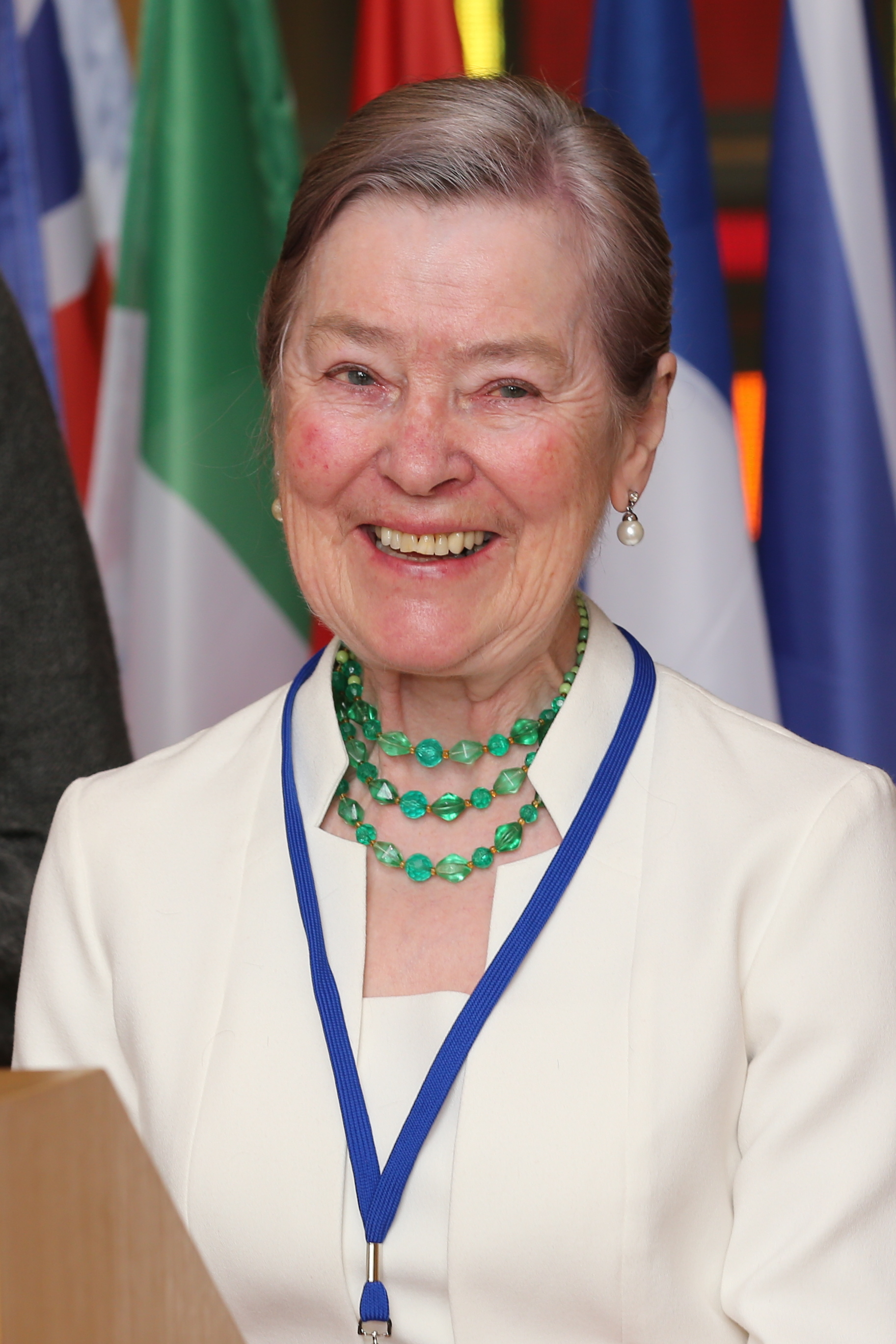
Anne Buttimer († 2017)

- 2017: Anne Buttimer, irische Geographin
- 2017: Martin Landau, US-amerikanischer Schauspieler
- 2018: Ray Emery, kanadischer Eishockeyspieler
- 2018: Dragutin Šurbek, jugoslawischer bzw. kroatischer Tischtennisspieler
- 2019: Georges Harris, belgischer Automobilrennfahrer
- 2019: Werner Müller, deutscher Politiker und Manager
- 2020: Anna Demuth, österreichische Politikerin
- 2020: Galyn Görg, US-amerikanische Tänzerin und Schauspielerin
- 2021: Peter R. de Vries, niederländischer Journalist
- 2021: William F. Nolan, US-amerikanischer Schriftsteller
- 2022: Georgi Alexandrowitsch Jarzew, sowjetisch-russischer Fußballspieler und -trainer
- 2022: Adolf Stein, deutscher Segler
- 2023: Francisco Ibañez, Comiczeichner und -erfinder von Clever & Smart
- 2024ː Édith Lejet, französische Komponistin
- 2025ː Pınar Kür, türkische Schriftstellerin

## Feier- und Gedenktage
- Kirchliche Gedenktage
  - Hl. Bonaventura, Ordensgeneral, Kardinalbischof von Albano und Kirchenlehrer (evangelisch, anglikanisch, katholisch)
  - Hl. Gumbert, deutscher Abt und Bischof (katholisch)
  - Hl. Swithin, englischer Bischof
- Namenstage
  - Bernhard, Donald, Egon
- Staatliche Feier- und Gedenktage
  - Europäische Union: EU-weiter Gedenktag für die Opfer der globalen Klimakrise (seit 2023)
  - Türkei: Tag der Demokratie und nationalen Einheit (seit 2017)

Weitere Einträge enthält die Liste von Gedenk- und Aktionstagen.